# Serie A (Italia) 2019-20
La Serie A 2019-20 fue la octogésima octava (88) edición de la máxima competición futbolística profesional de Italia, desde su creación en 1929.
Un total de 20 equipos participaron en la competición, incluyendo 17 equipos de la temporada anterior y 3 provenientes de la Serie B 2018-19. La temporada comenzó el 24 de agosto de 2019 y estaba programada para finalizar el 24 de mayo de 2020 antes de su suspensión en el mes de marzo.
Dicho parón, provisional, se produjo por un brote del Coronavirus-2 del Síndrome Respiratorio Agudo Grave, una pandemia global vírica que llegó a Europa desde Asia. A medida que diferentes países del continente fueron registrando casos de contagio y fallecimientos, los organismos deportivos comenzaron a tomar medidas preventivas y varios de los partidos programados en Italia fue disputados a puerta cerrada (sin público), o cancelados, para frenar su avance, no cesó la preocupación ni los contagios, y se dieron casos en futbolistas y directivos de diversos clubes. Ante el panorama el CONI y la FIGC decidieron suspender la competición a la espera de nuevos acontecimientos, decisión que también tomó la UEFA con la Liga de Campeones y la Liga Europa, o La Liga con el campeonato español, por citar casos de similar magnitud.Incluso se planteó cancelar el campeonato.

## Relevos
| Pos. | Descendidos de la Serie A 2018-19 |
| ---- | --------------------------------- |
| 18.º | Empoli                            |
| 19.º | Frosinone                         |
| 20.º | Chievo Verona                     |

| Pos.  | Ascendidos de la Serie B 2018-19 |
| ----- | -------------------------------- |
| 1.º   | Brescia                          |
| 2.º   | Lecce                            |
| Prom. | Hellas Verona                    |

## Información
| Equipo                                       | Ciudad    | Entrenador           | Capitán              | Estadio                             | Aforo  | Marca          | Patrocinador  |
| -------------------------------------------- | --------- | -------------------- | -------------------- | ----------------------------------- | ------ | -------------- | ------------- |
| Atalanta                                     | Bérgamo   | Gian Piero Gasperini | Alejandro Gómez      | Gewiss Stadium                      | 21 300 | Joma           | RadiciGroup   |
| Bologna                                      | Bolonia   | Siniša Mihajlović    | Andrea Poli          | Stadio Renato Dall'Ara              | 38 279 | Macron         | Liu Jo        |
| Brescia                                      | Brescia   | Diego López          | Daniele Gastaldello  | Stadio Mario Rigamonti              | 16 743 | Kappa          | UBI Banca     |
| Cagliari                                     | Cagliari  | Walter Zenga         | Luca Ceppitelli      | Sardegna Arena                      | 16 233 | Macron         | Ichnusa       |
| Fiorentina                                   | Florencia | Giuseppe Iachini     | Germán Pezzella      | Stadio Artemio Franchi              | 43 147 | Le Coq Sportif | Mediacom      |
| Genoa                                        | Génova    | Davide Nicola        | Domenico Criscito    | Stadio Luigi Ferraris               | 36 685 | Kappa          | Giocheria     |
| Hellas Verona                                | Verona    | Ivan Jurić           | Giampaolo Pazzini    | Stadio Marc'Antonio Bentegodi       | 39 211 | Macron         | AirDolomiti   |
| Internazionale                               | Milán     | Antonio Conte        | Samir Handanovič     | Giuseppe Meazza                     | 80 018 | Nike           | Pirelli       |
| Juventus                                     | Turín     | Maurizio Sarri       | Giorgio Chiellini    | Allianz Stadium                     | 41 507 | Adidas         | Jeep          |
| Lazio                                        | Roma      | Simone Inzaghi       | Senad Lulić          | Estadio Olímpico                    | 72 698 | Macron         |               |
| Lecce                                        | Lecce     | Fabio Liverani       | Marco Mancosu        | Stadio Via del Mare                 | 33 876 | M908           | Moby          |
| Milan                                        | Milán     | Stefano Pioli        | Alessio Romagnoli    | San Siro                            | 80 018 | Puma           | Emirates      |
| Napoli                                       | Nápoles   | Gennaro Gattuso      | Lorenzo Insigne      | Stadio San Paolo                    | 60 240 | Kappa          | Lete          |
| Parma                                        | Parma     | Roberto D'Aversa     | Bruno Alves          | Stadio Ennio Tardini                | 27 906 | Erreà          | Cetilar       |
| Roma                                         | Roma      | Paulo Fonseca        | Alessandro Florenzi  | Estadio Olímpico                    | 72 698 | Nike           | Qatar Airways |
| Sampdoria                                    | Génova    | Claudio Ranieri      | Fabio Quagliarella   | Stadio Luigi Ferraris               | 36 685 | Joma           | Invent        |
| Sassuolo                                     | Sassuolo  | Roberto De Zerbi     | Francesco Magnanelli | Mapei Stadium - Città del Tricolore | 23 717 | Kappa          | Mapei         |
| SPAL                                         | Ferrara   | Luigi Di Biagio      | Sergio Floccari      | Stadio Paolo Mazza                  | 16 164 | Macron         | Tassi         |
| Torino                                       | Turín     | Moreno Longo         | Andrea Belotti       | Stadio Olimpico Grande Torino       | 27 994 | Joma           | Suzuki        |
| Udinese                                      | Údine     | Luca Gotti           | Kevin Lasagna        | Stadio Friuli                       | 25 132 | Macron         | Dacia         |
| Datos actualizados al 10 de febrero de 2020. |           |                      |                      |                                     |        |                |               |

### Cambios de entrenadores
| Equipo         | Entrenador (Jornadas)               | Fecha de vacante        | Tipo de salida             | Posición en la tabla | Entrenador entrante      | Fecha de nombramiento   |
| -------------- | ----------------------------------- | ----------------------- | -------------------------- | -------------------- | ------------------------ | ----------------------- |
| Milan          | Gennaro Gattuso (Pretemporada)      | 28 de mayo de 2019      | Acuerdo entre ambas partes | Pretemporada         | Marco Giampaolo          | 19 de junio de 2019     |
| Internazionale | Luciano Spalletti (Pretemporada)    | 30 de mayo de 2019      | Despedido                  | Pretemporada         | Antonio Conte            | 31 de mayo de 2019      |
| Juventus       | Massimiliano Allegri (Pretemporada) | 30 de mayo de 2019      | Acuerdo entre ambas partes | Pretemporada         | Maurizio Sarri           | 16 de junio de 2019     |
| Roma           | Claudio Ranieri (Pretemporada)      | 30 de junio de 2019     | Fin de contrato            | Pretemporada         | Paulo Fonseca            | 11 de junio de 2019     |
| Genoa          | Cesare Prandelli (Pretemporada)     | 30 de junio de 2019     | Fin de contrato            | Pretemporada         | Aurelio Andreazzoli      | 14 de junio de 2019     |
| Hellas Verona  | Alfredo Aglietti (Pretemporada)     | 30 de junio de 2019     | Fin de contrato            | Pretemporada         | Ivan Jurić               | 14 de junio de 2019     |
| Sampdoria      | Marco Giampaolo (Pretemporada)      | 30 de junio de 2019     | Acuerdo entre ambas partes | Pretemporada         | Eusebio Di Francesco     | 22 de junio de 2019     |
| Sampdoria      | Eusebio Di Francesco (1-7)          | 7 de octubre de 2019    | Acuerdo entre ambas partes | 20.º                 | Claudio Ranieri (8-38)   | 12 de octubre de 2019   |
| Milan          | Marco Giampaolo (1-7)               | 8 de octubre de 2019    | Despedido                  | 13.º                 | Stefano Pioli (8-38)     | 9 de octubre de 2019    |
| Genoa          | Aurelio Andreazzoli (1-8)           | 22 de octubre de 2019   | Despedido                  | 19.º                 | Thiago Motta (9-17)      | 22 de octubre de 2019   |
| Udinese        | Igor Tudor (1-10)                   | 1 de noviembre de 2019  | Despedido                  | 14.º                 | Luca Gotti (11-38)       | 1 de noviembre de 2019  |
| Brescia        | Eugenio Corini (1-11)               | 5 de noviembre de 2019  | Despedido                  | 19.º                 | Fabio Grosso (12-14)     | 5 de noviembre de 2019  |
| Brescia        | Fabio Grosso (12-14)                | 2 de diciembre de 2019  | Despedido                  | 20.º                 | Eugenio Corini (15-22)   | 2 de diciembre de 2019  |
| Napoli         | Carlo Ancelotti (1-15)              | 10 de diciembre de 2019 | Despedido                  | 7.º                  | Gennaro Gattuso (16-38)  | 11 de diciembre de 2019 |
| Fiorentina     | Vincenzo Montella (1-17)            | 21 de diciembre de 2019 | Despedido                  | 15.º                 | Giuseppe Iachini (18-38) | 23 de diciembre de 2019 |
| Genoa          | Thiago Motta (9-17)                 | 28 de diciembre de 2019 | Despedido                  | 20.º                 | Davide Nicola (18-38)    | 28 de diciembre de 2019 |
| Torino         | Walter Mazzarri (1-22)              | 4 de febrero de 2020    | Acuerdo entre ambas partes | 12.º                 | Moreno Longo (23-38)     | 4 de febrero de 2020    |
| Brescia        | Eugenio Corini (15-22)              | 5 de febrero de 2020    | Despedido                  | 19.º                 | Diego López (23-38)      | 5 de febrero de 2020    |
| SPAL           | Leonardo Semplici (1-23)            | 10 de febrero de 2020   | Despedido                  | 20.º                 | Luigi Di Biagio (24-38)  | 10 de febrero de 2020   |
| Cagliari       | Rolando Maran (1-26)                | 3 de marzo de 2020      | Despedido                  | 11.º                 | Walter Zenga (27-38)     | 3 de marzo de 2020      |

### Equipos por región
| Región               | N.º | Equipos                                   |
| -------------------- | --- | ----------------------------------------- |
| Emilia-Romaña        | 4   | Bologna, Parma, Sassuolo y SPAL           |
| Lombardía            | 4   | Atalanta, Brescia, Internazionale y Milan |
| Lacio                | 2   | Lazio y Roma                              |
| Liguria              | 2   | Genoa y Sampdoria                         |
| Piamonte             | 2   | Juventus y Torino                         |
| Apulia               | 1   | Lecce                                     |
| Campania             | 1   | Napoli                                    |
| Cerdeña              | 1   | Cagliari                                  |
| Friuli-Venecia Julia | 1   | Udinese                                   |
| Toscana              | 1   | Fiorentina                                |
| Veneto               | 1   | Hellas Verona                             |

## Clasificación
| Pos. | Equipo         | Pts. | PJ | G  | E  | P  | GF | GC | Dif. | Clasificación 2020-21                  |
| ---- | -------------- | ---- | -- | -- | -- | -- | -- | -- | ---- | -------------------------------------- |
| 1    | Juventus (C)   | 83   | 38 | 26 | 5  | 7  | 76 | 43 | +33  | Fase de grupos de la Liga de Campeones |
| 2    | Inter de Milán | 82   | 38 | 24 | 10 | 4  | 81 | 36 | +45  | Fase de grupos de la Liga de Campeones |
| 3    | Atalanta       | 78   | 38 | 23 | 9  | 6  | 98 | 48 | +50  | Fase de grupos de la Liga de Campeones |
| 4    | Lazio          | 78   | 38 | 24 | 6  | 8  | 79 | 42 | +37  | Fase de grupos de la Liga de Campeones |
| 5    | Roma           | 70   | 38 | 21 | 7  | 10 | 77 | 51 | +26  | Fase de grupos de la Liga Europa       |
| 6    | Milan          | 66   | 38 | 19 | 9  | 10 | 63 | 46 | +17  | Segunda ronda previa de la Liga Europa |
| 7    | Napoli         | 62   | 38 | 18 | 8  | 12 | 61 | 50 | +11  | Fase de grupos de la Liga Europa       |
| 8    | Sassuolo       | 51   | 38 | 14 | 9  | 15 | 69 | 63 | +6   |                                        |
| 9    | Fiorentina     | 49   | 38 | 12 | 13 | 13 | 51 | 48 | +3   |                                        |
| 10   | Parma          | 49   | 38 | 14 | 7  | 17 | 56 | 57 | −1   |                                        |
| 11   | Hellas Verona  | 49   | 38 | 12 | 13 | 13 | 47 | 51 | −4   |                                        |
| 12   | Bologna        | 47   | 38 | 12 | 11 | 15 | 52 | 65 | −13  |                                        |
| 13   | Cagliari       | 45   | 38 | 11 | 12 | 15 | 52 | 56 | −4   |                                        |
| 14   | Udinese        | 45   | 38 | 12 | 9  | 17 | 37 | 51 | −14  |                                        |
| 15   | Sampdoria      | 42   | 38 | 12 | 6  | 20 | 48 | 65 | −17  |                                        |
| 16   | Torino         | 40   | 38 | 11 | 7  | 20 | 46 | 67 | −21  |                                        |
| 17   | Genoa          | 39   | 38 | 10 | 9  | 19 | 47 | 73 | −26  |                                        |
| 18   | Lecce (D)      | 35   | 38 | 9  | 8  | 21 | 52 | 85 | −33  | Descenso de categoría                  |
| 19   | Brescia (D)    | 25   | 38 | 6  | 7  | 25 | 35 | 79 | −44  | Descenso de categoría                  |
| 20   | SPAL (D)       | 20   | 38 | 5  | 5  | 28 | 27 | 77 | −50  | Descenso de categoría                  |

Actualizado a los partidos jugados el 29 de julio de 2020.
 Fuente: Serie A
Notas:
1. ↑  Napoli tiene cupo directo a la Fase de grupos de la Liga Europa por ser campeón de la Copa Italia 2019-20.

### Evolución de la clasificación
| Equipo           | 01 | 02 | 03 | 04 | 05 | 06 | 07 | 08 | 09 | 10 | 11 | 12 | 13 | 14 | 15 | 16 | 17 | 18 | 19 | 20 | 21 | 22 | 23 | 24 | 25 | 26 | 27 | 28 | 29 | 30 | 31 | 32 | 33 | 34 | 35 | 36 | 37 | 38 |
| ---------------- | -- | -- | -- | -- | -- | -- | -- | -- | -- | -- | -- | -- | -- | -- | -- | -- | -- | -- | -- | -- | -- | -- | -- | -- | -- | -- | -- | -- | -- | -- | -- | -- | -- | -- | -- | -- | -- | -- |
| Juventus         | 7  | 2  | 3  | 2  | 2  | 2  | 1  | 1  | 1  | 1  | 1  | 1  | 1  | 2  | 2  | 2  | 2  | 2  | 1  | 1  | 1  | 1  | 2  | 1  | 1  | 1  | 1  | 1  | 1  | 1  | 1  | 1  | 1  | 1  | 1  | 1  | 1  | 1  |
| Inter de Milán3  | 1  | 1  | 1  | 1  | 1  | 1  | 2  | 2  | 2  | 2  | 2  | 2  | 2  | 1  | 1  | 1  | 1  | 1  | 2  | 2  | 2  | 2  | 1  | 3  | 3  | 3  | 3  | 3  | 3  | 3  | 4  | 2  | 2  | 2  | 3  | 2  | 2  | 2  |
| Atalanta3        | 4  | 11 | 5  | 6  | 3  | 3  | 3  | 3  | 3  | 3  | 5  | 5  | 6  | 6  | 6  | 6  | 5  | 5  | 4  | 5  | 5  | 4  | 4  | 4  | 4  | 4  | 4  | 4  | 4  | 4  | 3  | 4  | 3  | 3  | 2  | 3  | 3  | 3  |
| Lazio2           | 2  | 4  | 9  | 5  | 9  | 6  | 6  | 7  | 6  | 5  | 4  | 3  | 3  | 3  | 3  | 3  | 3  | 3  | 3  | 3  | 3  | 3  | 3  | 2  | 2  | 2  | 2  | 2  | 2  | 2  | 2  | 3  | 4  | 4  | 4  | 4  | 4  | 4  |
| Roma             | 10 | 15 | 8  | 4  | 7  | 5  | 5  | 6  | 5  | 4  | 3  | 6  | 5  | 5  | 5  | 4  | 4  | 4  | 5  | 4  | 4  | 5  | 5  | 5  | 5  | 5  | 5  | 5  | 5  | 5  | 5  | 5  | 5  | 5  | 5  | 5  | 5  | 5  |
| Milan            | 17 | 13 | 7  | 12 | 13 | 16 | 13 | 12 | 12 | 10 | 11 | 14 | 12 | 11 | 10 | 10 | 11 | 12 | 10 | 8  | 8  | 8  | 10 | 8  | 7  | 9  | 8  | 7  | 7  | 7  | 7  | 7  | 7  | 7  | 6  | 6  | 6  | 6  |
| Napoli           | 3  | 10 | 4  | 3  | 4  | 4  | 4  | 4  | 4  | 6  | 7  | 7  | 7  | 7  | 7  | 8  | 8  | 8  | 11 | 11 | 10 | 9  | 11 | 9  | 6  | 6  | 6  | 6  | 6  | 6  | 6  | 6  | 6  | 6  | 7  | 7  | 7  | 7  |
| Sassuolo1 3      | 15 | 8  | 12 | 8  | 10 | 13 | 15 | 17 | 14 | 15 | 15 | 13 | 14 | 14 | 14 | 14 | 13 | 14 | 15 | 15 | 15 | 13 | 12 | 12 | 12 | 12 | 12 | 12 | 12 | 10 | 8  | 8  | 8  | 8  | 8  | 8  | 8  | 8  |
| Fiorentina       | 13 | 16 | 19 | 20 | 15 | 10 | 8  | 9  | 9  | 8  | 8  | 9  | 10 | 13 | 13 | 13 | 15 | 15 | 14 | 13 | 13 | 14 | 14 | 13 | 13 | 13 | 13 | 13 | 13 | 13 | 13 | 13 | 13 | 12 | 11 | 12 | 10 | 9  |
| Parma3           | 18 | 9  | 16 | 15 | 12 | 9  | 12 | 8  | 8  | 9  | 10 | 8  | 8  | 8  | 8  | 7  | 7  | 7  | 7  | 7  | 7  | 7  | 9  | 7  | 9  | 8  | 7  | 8  | 10 | 12 | 12 | 12 | 12 | 14 | 10 | 9  | 11 | 10 |
| Hellas Verona2 3 | 12 | 7  | 11 | 13 | 16 | 14 | 10 | 13 | 15 | 12 | 9  | 10 | 9  | 9  | 11 | 12 | 12 | 11 | 9  | 10 | 9  | 10 | 6  | 6  | 8  | 7  | 9  | 9  | 8  | 8  | 9  | 9  | 9  | 9  | 9  | 10 | 9  | 11 |
| Bologna          | 11 | 6  | 2  | 7  | 8  | 11 | 11 | 14 | 10 | 11 | 13 | 15 | 15 | 12 | 12 | 11 | 9  | 10 | 13 | 12 | 11 | 11 | 7  | 10 | 10 | 10 | 11 | 11 | 11 | 9  | 10 | 10 | 10 | 10 | 12 | 11 | 12 | 12 |
| Cagliari3        | 16 | 18 | 13 | 9  | 5  | 7  | 7  | 5  | 7  | 7  | 6  | 4  | 4  | 4  | 4  | 5  | 6  | 6  | 6  | 6  | 6  | 6  | 8  | 11 | 11 | 11 | 10 | 10 | 9  | 11 | 11 | 11 | 11 | 11 | 13 | 13 | 13 | 13 |
| Udinese          | 8  | 14 | 17 | 16 | 18 | 12 | 14 | 11 | 13 | 14 | 12 | 12 | 13 | 16 | 16 | 17 | 14 | 13 | 12 | 14 | 14 | 15 | 15 | 15 | 15 | 14 | 15 | 15 | 14 | 15 | 14 | 15 | 16 | 16 | 15 | 14 | 14 | 14 |
| Sampdoria3       | 19 | 20 | 20 | 19 | 20 | 20 | 20 | 20 | 20 | 20 | 18 | 18 | 16 | 17 | 17 | 16 | 17 | 16 | 16 | 16 | 16 | 16 | 16 | 17 | 17 | 16 | 16 | 17 | 16 | 14 | 16 | 14 | 14 | 15 | 14 | 15 | 15 | 15 |
| Torino3          | 5  | 3  | 6  | 10 | 6  | 8  | 9  | 10 | 11 | 13 | 14 | 11 | 11 | 10 | 9  | 9  | 10 | 9  | 8  | 9  | 12 | 12 | 13 | 14 | 14 | 15 | 14 | 14 | 15 | 16 | 15 | 16 | 15 | 15 | 16 | 16 | 16 | 16 |
| Genoa            | 9  | 5  | 10 | 14 | 17 | 18 | 19 | 19 | 17 | 17 | 17 | 17 | 18 | 18 | 18 | 19 | 20 | 19 | 18 | 19 | 19 | 18 | 18 | 18 | 18 | 17 | 17 | 16 | 17 | 17 | 18 | 17 | 17 | 17 | 17 | 17 | 17 | 17 |
| Lecce            | 20 | 19 | 18 | 18 | 14 | 17 | 17 | 16 | 16 | 16 | 16 | 16 | 17 | 15 | 15 | 15 | 16 | 17 | 17 | 17 | 17 | 17 | 17 | 16 | 16 | 18 | 18 | 18 | 18 | 18 | 17 | 18 | 18 | 18 | 18 | 18 | 18 | 18 |
| Brescia1         | 6  | 12 | 14 | 11 | 11 | 15 | 16 | 15 | 18 | 18 | 19 | 20 | 20 | 20 | 19 | 18 | 18 | 18 | 19 | 20 | 20 | 19 | 19 | 19 | 19 | 20 | 20 | 19 | 20 | 19 | 19 | 19 | 19 | 19 | 19 | 19 | 19 | 19 |
| SPAL             | 14 | 17 | 15 | 17 | 19 | 19 | 18 | 18 | 19 | 19 | 20 | 19 | 19 | 19 | 20 | 20 | 19 | 20 | 20 | 18 | 18 | 20 | 20 | 20 | 20 | 19 | 19 | 20 | 19 | 20 | 20 | 20 | 20 | 20 | 20 | 20 | 20 | 20 |

Notas:
- 1 Posiciones de Brescia y Sassuolo de la fecha 7 hasta la 16 con un partido pendiente por el aplazamiento del encuentro entre ambos en la jornada 7.
- 2 Posiciones de Lazio y Hellas Verona de la fecha 17 hasta la 22 con un partido pendiente por el aplazamiento del encuentro entre ambos en la jornada 17 a causa de la disputa de la Supercopa de Italia por parte de la Lazio.
- 3 Posiciones de Atalanta, Sassuolo, Hellas Verona, Cagliari, Torino, Parma, Inter y Sampdoria de la fecha 25 hasta la 26 con un partido pendiente por el aplazamiento de sus encuentros en la jornada 25 a causa de la epidemia del coronavirus.

## Resultados

### Tabla de resultados cruzados
| L\V        | ATA | BOL | BRE | CAG | FIO | GEN | HEL | INT | JUV | LAZ | LCE | MIL | NAP | PAR | ROM | SAM | SAS | SPA | TOR | UDI |
| ---------- | --- | --- | --- | --- | --- | --- | --- | --- | --- | --- | --- | --- | --- | --- | --- | --- | --- | --- | --- | --- |
| Atalanta   | —   | 1–0 | 6–2 | 0–2 | 2–2 | 2–2 | 3–2 | 0–2 | 1–3 | 3–2 | 3–1 | 5–0 | 2–0 | 5–0 | 2–1 | 2–0 | 4–1 | 1–2 | 2–3 | 7–1 |
| Bologna    | 2–1 | —   | 2–1 | 1–1 | 1–1 | 0–3 | 1–1 | 1–2 | 0–2 | 2–2 | 3–2 | 2–3 | 1–1 | 2–2 | 1–2 | 2–1 | 1–2 | 1–0 | 1–1 | 1–1 |
| Brescia    | 0–3 | 3–4 | —   | 2–2 | 0–0 | 2–2 | 2–0 | 1–2 | 1–2 | 1–2 | 3–0 | 0–1 | 1–2 | 1–2 | 0–3 | 1–1 | 0–2 | 2–1 | 0–4 | 1–1 |
| Cagliari   | 0–1 | 3–2 | 0–1 | —   | 5–2 | 3–1 | 1–1 | 1–2 | 2–0 | 1–2 | 0–0 | 0–2 | 0–1 | 2–2 | 3–4 | 4–3 | 1–1 | 2–0 | 4–2 | 0–1 |
| Fiorentina | 1–2 | 4–0 | 1–1 | 0–0 | —   | 0–0 | 1–1 | 1–1 | 0–0 | 1–2 | 0–1 | 1–1 | 3–4 | 1–1 | 1–4 | 2–1 | 1–3 | 1–0 | 2–0 | 1–0 |
| Genoa      | 1–2 | 0–0 | 3–1 | 1–0 | 2–1 | —   | 3–0 | 0–3 | 1–3 | 2–3 | 2–1 | 1–2 | 1–2 | 1–4 | 1–3 | 0–1 | 2–1 | 2–0 | 0–1 | 1–3 |
| Hellas     | 1–1 | 1–1 | 2–1 | 2–1 | 1–0 | 2–1 | —   | 2–2 | 2–1 | 1–5 | 3–0 | 0–1 | 0–2 | 3–2 | 1–3 | 2–0 | 0–1 | 3–0 | 3–3 | 0–0 |
| Inter      | 1–1 | 1–2 | 6–0 | 1–1 | 0–0 | 4–0 | 2–1 | —   | 1–2 | 1–0 | 4–0 | 4–2 | 2–0 | 2–2 | 0–0 | 2–1 | 3–3 | 2–1 | 3–1 | 1–0 |
| Juventus   | 2–2 | 2–1 | 2–0 | 4–0 | 3–0 | 2–1 | 2–1 | 2–0 | —   | 2–1 | 4–0 | 1–0 | 4–3 | 2–1 | 1–3 | 2–0 | 2–2 | 2–0 | 4–1 | 3–1 |
| Lazio      | 3–3 | 2–0 | 2–0 | 2–1 | 2–1 | 4–0 | 0–0 | 2–1 | 3–1 | —   | 4–2 | 0–3 | 1–0 | 2–0 | 1–1 | 5–1 | 1–2 | 5–1 | 4–0 | 3–0 |
| Lecce      | 2–7 | 2–3 | 3–1 | 2–2 | 1–3 | 2–2 | 0–1 | 1–1 | 1–1 | 2–1 | —   | 1–4 | 1–4 | 3–4 | 0–1 | 1–2 | 2–2 | 2–1 | 4–0 | 0–1 |
| Milan      | 1–1 | 5–1 | 1–0 | 3–0 | 1–3 | 1–2 | 1–1 | 0–2 | 4–2 | 1–2 | 2–2 | —   | 1–1 | 3–1 | 2–0 | 0–0 | 0–0 | 1–0 | 1–0 | 3–2 |
| Napoli     | 2–2 | 1–2 | 2–1 | 0–1 | 0–2 | 0–0 | 2–0 | 1–3 | 2–1 | 3–1 | 2–3 | 2–2 | —   | 1–2 | 2–1 | 2–0 | 2–0 | 3–1 | 2–1 | 2–1 |
| Parma      | 1–2 | 2–2 | 1–1 | 1–3 | 1–2 | 5–1 | 0–1 | 1–2 | 0–1 | 0–1 | 2–0 | 0–1 | 2–1 | —   | 2–0 | 2–3 | 1–0 | 0–1 | 3–2 | 2–0 |
| Roma       | 0–2 | 2–3 | 3–0 | 1–1 | 2–1 | 3–3 | 2–1 | 2–2 | 1–2 | 1–1 | 4–0 | 2–1 | 2–1 | 2–1 | —   | 2–1 | 4–2 | 3–1 | 0–2 | 0–2 |
| Sampdoria  | 0–0 | 1–2 | 5–1 | 3–0 | 1–5 | 1–2 | 2–1 | 1–3 | 1–2 | 0–3 | 1–1 | 1–4 | 2–4 | 0–1 | 0–0 | —   | 0–0 | 3–0 | 1–0 | 2–1 |
| Sassuolo   | 1–4 | 3–1 | 3–0 | 2–2 | 1–2 | 5–0 | 3–3 | 3–4 | 3–3 | 1–2 | 4–2 | 1–2 | 1–2 | 0–1 | 4–2 | 4–1 | —   | 3–0 | 2–1 | 0–1 |
| S.P.A.L.   | 2–3 | 1–3 | 0–1 | 0–1 | 1–3 | 1–1 | 0–2 | 0–4 | 1–2 | 2–1 | 1–3 | 2–2 | 1–1 | 1–0 | 1–6 | 0–1 | 1–2 | —   | 1–1 | 0–3 |
| Torino     | 0–7 | 1–0 | 3–1 | 1–1 | 2–1 | 3–0 | 1–1 | 0–3 | 0–1 | 1–2 | 1–2 | 2–1 | 0–0 | 1–1 | 2–3 | 1–3 | 2–1 | 1–2 | —   | 1–0 |
| Udinese    | 2–3 | 1–0 | 0–1 | 2–1 | 0–0 | 2–2 | 0–0 | 0–2 | 2–1 | 0–0 | 1–2 | 1–0 | 1–1 | 1–3 | 0–4 | 1–3 | 3–0 | 0–0 | 1–0 | —   |

Los horarios corresponden al huso horario de Italia (Hora central europea): UTC+1 en horario estándar y UTC+2 en horario de verano

### Primera vuelta
| Parma          | 0 - 1                                                                                                   | Juventus | Ennio Tardini          | 24 de agosto | 18:00 |
| Fiorentina     | 3 - 4                                                                                                   | Napoli   | Artemio Franchi        | 24 de agosto | 20:45 |
| Udinese        | 1 - 0 Archivado el 25 de agosto de 2019 en Wayback Machine.                                             | Milan    | Friuli-Dacia Arena     | 25 de agosto | 18:00 |
| Cagliari       | 0 - 1 Archivado el 25 de agosto de 2019 en Wayback Machine.                                             | Brescia  | Sardegna Arena         | 25 de agosto | 20:45 |
| Hellas Verona  | 1 - 1 (enlace roto disponible en Internet Archive; véase el historial, la primera versión y la última). | Bologna  | Marc'Antonio Bentegodi | 25 de agosto | 20:45 |
| Roma           | 3 - 3                                                                                                   | Genoa    | Olímpico de Roma       | 25 de agosto | 20:45 |
| Sampdoria      | 0 - 3 Archivado el 29 de agosto de 2019 en Wayback Machine.                                             | Lazio    | Luigi Ferraris         | 25 de agosto | 20:45 |
| SPAL           | 2 - 3 Archivado el 29 de agosto de 2019 en Wayback Machine.                                             | Atalanta | Paolo Mazza            | 25 de agosto | 20:45 |
| Torino         | 2 - 1                                                                                                   | Sassuolo | Olímpico Grande Torino | 25 de agosto | 20:45 |
| Internazionale | 4 - 0                                                                                                   | Lecce    | Giuseppe Meazza        | 26 de agosto | 20:45 |

| Bologna  | 1 - 0 Archivado el 1 de septiembre de 2019 en Wayback Machine. | SPAL           | Renato Dall'Ara             | 30 de agosto    | 20:45 |
| Milan    | 1 - 0 Archivado el 31 de agosto de 2019 en Wayback Machine.    | Brescia        | San Siro                    | 31 de agosto    | 18:00 |
| Juventus | 4 - 3                                                          | Napoli         | Allianz                     | 31 de agosto    | 20:45 |
| Lazio    | 1 - 1 Archivado el 1 de septiembre de 2019 en Wayback Machine. | Roma           | Olímpico de Roma            | 1 de septiembre | 18:00 |
| Atalanta | 2 - 3 Archivado el 1 de septiembre de 2019 en Wayback Machine. | Torino         | Gewiss Stadium              | 1 de septiembre | 20:45 |
| Cagliari | 1 - 2 Archivado el 1 de septiembre de 2019 en Wayback Machine. | Internazionale | Sardegna Arena              | 1 de septiembre | 20:45 |
| Genoa    | 2 - 1 Archivado el 2 de septiembre de 2019 en Wayback Machine. | Fiorentina     | Luigi Ferraris              | 1 de septiembre | 20:45 |
| Lecce    | 0 - 1 Archivado el 2 de septiembre de 2019 en Wayback Machine. | Hellas Verona  | Via del Mare                | 1 de septiembre | 20:45 |
| Sassuolo | 4 - 1 Archivado el 2 de septiembre de 2019 en Wayback Machine. | Sampdoria      | Mapei - Città del Tricolore | 1 de septiembre | 20:45 |
| Udinese  | 1 - 3 Archivado el 2 de septiembre de 2019 en Wayback Machine. | Parma          | Friuli-Dacia Arena          | 1 de septiembre | 20:45 |

| Fiorentina     | 0 - 0 Archivado el 18 de septiembre de 2019 en Wayback Machine.                                         | Juventus  | Artemio Franchi        | 14 de septiembre | 15:00 |
| Napoli         | 2 - 0 Archivado el 18 de septiembre de 2019 en Wayback Machine.                                         | Sampdoria | San Paolo              | 14 de septiembre | 18:00 |
| Internazionale | 1 - 0 Archivado el 18 de septiembre de 2019 en Wayback Machine.                                         | Udinese   | Giuseppe Meazza        | 14 de septiembre | 20:45 |
| Genoa          | 1 - 2 Archivado el 18 de septiembre de 2019 en Wayback Machine.                                         | Atalanta  | Luigi Ferraris         | 15 de septiembre | 12:30 |
| Brescia        | 3 - 4 Archivado el 18 de septiembre de 2019 en Wayback Machine.                                         | Bologna   | Mario Rigamonti        | 15 de septiembre | 15:00 |
| Parma          | 1 - 3 Archivado el 18 de septiembre de 2019 en Wayback Machine.                                         | Cagliari  | Ennio Tardini          | 15 de septiembre | 15:00 |
| SPAL           | 2 - 1 Archivado el 18 de septiembre de 2019 en Wayback Machine.                                         | Lazio     | Paolo Mazza            | 15 de septiembre | 15:00 |
| Roma           | 4 - 2 Archivado el 18 de septiembre de 2019 en Wayback Machine.                                         | Sassuolo  | Olímpico de Roma       | 15 de septiembre | 18:00 |
| Hellas Verona  | 0 - 1 (enlace roto disponible en Internet Archive; véase el historial, la primera versión y la última). | Milan     | Marc'Antonio Bentegodi | 15 de septiembre | 20:45 |
| Torino         | 1 - 2 Archivado el 13 de noviembre de 2019 en Wayback Machine.                                          | Lecce     | Olímpico Grande Torino | 16 de septiembre | 20:45 |

| Cagliari  | 3 - 1 Archivado el 20 de septiembre de 2019 en Wayback Machine. | Genoa          | Sardegna Arena              | 20 de septiembre | 20:45 |
| Udinese   | 0 - 1 Archivado el 21 de septiembre de 2019 en Wayback Machine. | Brescia        | Friuli-Dacia Arena          | 21 de septiembre | 15:00 |
| Juventus  | 2 - 1 Archivado el 24 de septiembre de 2019 en Wayback Machine. | Hellas Verona  | Allianz                     | 21 de septiembre | 18:00 |
| Milan     | 0 - 2                                                           | Internazionale | San Siro                    | 21 de septiembre | 20:45 |
| Sassuolo  | 3 - 0 Archivado el 22 de septiembre de 2019 en Wayback Machine. | SPAL           | Mapei - Città del Tricolore | 22 de septiembre | 12:30 |
| Bologna   | 1 - 2 Archivado el 21 de septiembre de 2019 en Wayback Machine. | Roma           | Renato Dall'Ara             | 22 de septiembre | 15:00 |
| Lecce     | 1 - 4 Archivado el 22 de septiembre de 2019 en Wayback Machine. | Napoli         | Via del Mare                | 22 de septiembre | 15:00 |
| Sampdoria | 1 - 0 Archivado el 22 de septiembre de 2019 en Wayback Machine. | Torino         | Luigi Ferraris              | 22 de septiembre | 15:00 |
| Atalanta  | 2 - 2 Archivado el 24 de septiembre de 2019 en Wayback Machine. | Fiorentina     | Gewiss Stadium              | 22 de septiembre | 18:00 |
| Lazio     | 2 - 0 Archivado el 22 de septiembre de 2019 en Wayback Machine. | Parma          | Olímpico de Roma            | 22 de septiembre | 20:45 |

| Hellas Verona  | 0 - 0 Archivado el 24 de septiembre de 2019 en Wayback Machine.                                         | Udinese   | Marc'Antonio Bentegodi | 24 de septiembre | 19:00 |
| Brescia        | 1 - 2 Archivado el 2 de agosto de 2019 en Wayback Machine.                                              | Juventus  | Mario Rigamonti        | 24 de septiembre | 21:00 |
| Roma           | 0 - 2 Archivado el 23 de septiembre de 2019 en Wayback Machine.                                         | Atalanta  | Olímpico de Roma       | 25 de septiembre | 19:00 |
| Fiorentina     | 2 - 1 Archivado el 3 de septiembre de 2019 en Wayback Machine.                                          | Sampdoria | Artemio Franchi        | 25 de septiembre | 21:00 |
| Genoa          | 0 - 0 Archivado el 27 de septiembre de 2019 en Wayback Machine.                                         | Bologna   | Luigi Ferraris         | 25 de septiembre | 21:00 |
| Internazionale | 1 - 0 Archivado el 24 de septiembre de 2019 en Wayback Machine.                                         | Lazio     | Giuseppe Meazza        | 25 de septiembre | 21:00 |
| Napoli         | 0 - 1 Archivado el 24 de septiembre de 2019 en Wayback Machine.                                         | Cagliari  | San Paolo              | 25 de septiembre | 21:00 |
| Parma          | 1 - 0 Archivado el 24 de septiembre de 2019 en Wayback Machine.                                         | Sassuolo  | Ennio Tardini          | 25 de septiembre | 21:00 |
| SPAL           | 1 - 3 (enlace roto disponible en Internet Archive; véase el historial, la primera versión y la última). | Lecce     | Paolo Mazza            | 25 de septiembre | 21:00 |
| Torino         | 2 - 1 Archivado el 24 de septiembre de 2019 en Wayback Machine.                                         | Milan     | Olímpico Grande Torino | 26 de septiembre | 21:00 |

| Juventus  | 2 - 0 Archivado el 1 de octubre de 2019 en Wayback Machine.     | SPAL           | Allianz                     | 28 de septiembre | 15:00 |
| Sampdoria | 1 - 3 Archivado el 28 de septiembre de 2019 en Wayback Machine. | Internazionale | Luigi Ferraris              | 28 de septiembre | 18:00 |
| Sassuolo  | 1 - 4 Archivado el 28 de septiembre de 2019 en Wayback Machine. | Atalanta       | Mapei - Città del Tricolore | 28 de septiembre | 20:45 |
| Napoli    | 2 - 1 Archivado el 29 de septiembre de 2019 en Wayback Machine. | Brescia        | San Paolo                   | 29 de septiembre | 12:30 |
| Lazio     | 4 - 0 Archivado el 28 de septiembre de 2019 en Wayback Machine. | Genoa          | Olímpico de Roma            | 29 de septiembre | 15:00 |
| Lecce     | 0 - 1 Archivado el 21 de septiembre de 2019 en Wayback Machine. | Roma           | Via del Mare                | 29 de septiembre | 15:00 |
| Udinese   | 1 - 0 Archivado el 16 de octubre de 2019 en Wayback Machine.    | Bologna        | Friuli-Dacia Arena          | 29 de septiembre | 15:00 |
| Cagliari  | 1 - 1 Archivado el 28 de septiembre de 2019 en Wayback Machine. | Hellas Verona  | Sardegna Arena              | 29 de septiembre | 18:00 |
| Milan     | 1 - 3                                                           | Fiorentina     | San Siro                    | 29 de septiembre | 20:45 |
| Parma     | 3 - 2 Archivado el 28 de septiembre de 2019 en Wayback Machine. | Torino         | Ennio Tardini               | 30 de septiembre | 20:45 |

| SPAL           | 1 - 0 Archivado el 1 de octubre de 2019 en Wayback Machine.  | Parma     | Paolo Mazza            | 5 de octubre    | 15:00 |
| Hellas Verona  | 2 - 0 Archivado el 1 de octubre de 2019 en Wayback Machine.  | Sampdoria | Marc'Antonio Bentegodi | 5 de octubre    | 18:00 |
| Genoa          | 1 - 2 Archivado el 1 de octubre de 2019 en Wayback Machine.  | Milan     | Luigi Ferraris         | 5 de octubre    | 20:45 |
| Fiorentina     | 1 - 0 Archivado el 16 de octubre de 2019 en Wayback Machine. | Udinese   | Artemio Franchi        | 6 de octubre    | 12:30 |
| Atalanta       | 3 - 1                                                        | Lecce     | Gewiss Stadium         | 6 de octubre    | 15:00 |
| Bologna        | 2 - 2 Archivado el 16 de octubre de 2019 en Wayback Machine. | Lazio     | Renato Dall'Ara        | 6 de octubre    | 15:00 |
| Roma           | 1 - 1 Archivado el 2 de octubre de 2019 en Wayback Machine.  | Cagliari  | Olímpico de Roma       | 6 de octubre    | 15:00 |
| Torino         | 0 - 0 Archivado el 1 de octubre de 2019 en Wayback Machine.  | Napoli    | Olímpico Grande Torino | 6 de octubre    | 18:00 |
| Internazionale | 1 - 2                                                        | Juventus  | Giuseppe Meazza        | 6 de octubre    | 20:45 |
| Brescia        | 0 - 2 Archivado el 1 de octubre de 2019 en Wayback Machine.  | Sassuolo  | Mario Rigamonti        | 18 de diciembre | 20:45 |

| Lazio     | 3 - 3 Archivado el 19 de octubre de 2019 en Wayback Machine.   | Atalanta       | Olímpico de Roma            | 19 de octubre | 15:00 |
| Napoli    | 2 - 0 Archivado el 19 de octubre de 2019 en Wayback Machine.   | Hellas Verona  | San Paolo                   | 19 de octubre | 18:00 |
| Juventus  | 2 - 1 Archivado el 22 de diciembre de 2019 en Wayback Machine. | Bologna        | Allianz                     | 19 de octubre | 20:45 |
| Sassuolo  | 3 - 4 Archivado el 19 de octubre de 2019 en Wayback Machine.   | Internazionale | Mapei - Città del Tricolore | 20 de octubre | 12:30 |
| Cagliari  | 2 - 0 Archivado el 19 de octubre de 2019 en Wayback Machine.   | SPAL           | Sardegna Arena              | 20 de octubre | 15:00 |
| Sampdoria | 0 - 0 Archivado el 21 de octubre de 2019 en Wayback Machine.   | Roma           | Luigi Ferraris              | 20 de octubre | 15:00 |
| Udinese   | 1 - 0 Archivado el 19 de octubre de 2019 en Wayback Machine.   | Torino         | Friuli-Dacia Arena          | 20 de octubre | 15:00 |
| Parma     | 5 - 1 Archivado el 20 de octubre de 2019 en Wayback Machine.   | Genoa          | Ennio Tardini               | 20 de octubre | 18:00 |
| Milan     | 2 - 2 Archivado el 20 de octubre de 2019 en Wayback Machine.   | Lecce          | San Siro                    | 20 de octubre | 20:45 |
| Brescia   | 0 - 0 Archivado el 22 de octubre de 2019 en Wayback Machine.   | Fiorentina     | Mario Rigamonti             | 21 de octubre | 20:45 |

| Hellas         | 0 - 1 Archivado el 29 de octubre de 2019 en Wayback Machine. | Sassuolo  | Marc'Antonio Bentegodi | 25 de octubre | 20:45 |
| Lecce          | 1 - 1 Archivado el 29 de octubre de 2019 en Wayback Machine. | Juventus  | Via del Mare           | 26 de octubre | 15:00 |
| Internazionale | 2 - 2 Archivado el 29 de octubre de 2019 en Wayback Machine. | Parma     | Giuseppe Meazza        | 26 de octubre | 18:00 |
| Genoa          | 3 - 1 Archivado el 29 de octubre de 2019 en Wayback Machine. | Brescia   | Luigi Ferraris         | 26 de octubre | 20:45 |
| Bologna        | 2 - 1 Archivado el 28 de octubre de 2019 en Wayback Machine. | Sampdoria | Renato Dall'Ara        | 27 de octubre | 12:30 |
| Atalanta       | 7 - 1 Archivado el 27 de octubre de 2019 en Wayback Machine. | Udinese   | Gewiss Stadium         | 27 de octubre | 15:00 |
| Torino         | 1 - 1 Archivado el 29 de octubre de 2019 en Wayback Machine. | Cagliari  | Olímpico Grande Torino | 27 de octubre | 15:00 |
| SPAL           | 1 - 1 Archivado el 28 de octubre de 2019 en Wayback Machine. | Napoli    | Paolo Mazza            | 27 de octubre | 15:00 |
| Roma           | 2 - 1 Archivado el 29 de octubre de 2019 en Wayback Machine. | Milan     | Olímpico de Roma       | 27 de octubre | 18:00 |
| Fiorentina     | 1 - 2 Archivado el 31 de octubre de 2019 en Wayback Machine. | Lazio     | Artemio Franchi        | 27 de octubre | 20:45 |

| Parma     | 0 - 1 Archivado el 29 de octubre de 2019 en Wayback Machine.   | Hellas Verona  | Ennio Tardini               | 29 de octubre | 19:00 |
| Brescia   | 1 - 2 Archivado el 29 de octubre de 2019 en Wayback Machine.   | Internazionale | Mario Rigamonti             | 29 de octubre | 21:00 |
| Napoli    | 2 - 2 Archivado el 29 de octubre de 2019 en Wayback Machine.   | Atalanta       | San Paolo                   | 30 de octubre | 19:00 |
| Cagliari  | 3 - 2 Archivado el 19 de noviembre de 2019 en Wayback Machine. | Bologna        | Sardegna Arena              | 30 de octubre | 21:00 |
| Juventus  | 2 - 1 Archivado el 31 de julio de 2019 en Wayback Machine.     | Genoa          | Allianz                     | 30 de octubre | 21:00 |
| Lazio     | 4 - 0 Archivado el 29 de octubre de 2019 en Wayback Machine.   | Torino         | Olímpico de Roma            | 30 de octubre | 21:00 |
| Sampdoria | 1 - 1 Archivado el 12 de agosto de 2019 en Wayback Machine.    | Lecce          | Luigi Ferraris              | 30 de octubre | 21:00 |
| Sassuolo  | 1 - 2 Archivado el 5 de noviembre de 2019 en Wayback Machine.  | Fiorentina     | Mapei - Città del Tricolore | 30 de octubre | 21:00 |
| Udinese   | 0 - 4 Archivado el 2 de octubre de 2019 en Wayback Machine.    | Roma           | Friuli-Dacia Arena          | 30 de octubre | 21:00 |
| Milan     | 1 - 0 Archivado el 5 de noviembre de 2019 en Wayback Machine.  | SPAL           | San Siro                    | 31 de octubre | 21:00 |

| Roma          | 2 - 1 Archivado el 5 de noviembre de 2019 en Wayback Machine.  | Napoli         | Olímpico de Roma       | 2 de noviembre | 15:00 |
| Bologna       | 1 - 2 Archivado el 22 de noviembre de 2019 en Wayback Machine. | Internazionale | Renato Dall'Ara        | 2 de noviembre | 18:00 |
| Torino        | 0 - 1 Archivado el 5 de noviembre de 2019 en Wayback Machine.  | Juventus       | Olímpico Grande Torino | 2 de noviembre | 20:45 |
| Atalanta      | 0 - 2 Archivado el 2 de noviembre de 2019 en Wayback Machine.  | Cagliari       | Gewiss Stadium         | 3 de noviembre | 12:30 |
| Genoa         | 1 - 3 Archivado el 2 de noviembre de 2019 en Wayback Machine.  | Udinese        | Luigi Ferraris         | 3 de noviembre | 15:00 |
| Hellas Verona | 2 - 1 Archivado el 2 de noviembre de 2019 en Wayback Machine.  | Brescia        | Marc'Antonio Bentegodi | 3 de noviembre | 15:00 |
| Lecce         | 2 - 2 Archivado el 5 de noviembre de 2019 en Wayback Machine.  | Sassuolo       | Via del Mare           | 3 de noviembre | 15:00 |
| Fiorentina    | 1 - 1 Archivado el 21 de noviembre de 2019 en Wayback Machine. | Parma          | Artemio Franchi        | 3 de noviembre | 18:00 |
| Milan         | 1 - 2 Archivado el 14 de noviembre de 2019 en Wayback Machine. | Lazio          | San Siro               | 3 de noviembre | 20:45 |
| SPAL          | 0 - 1 Archivado el 2 de noviembre de 2019 en Wayback Machine.  | Sampdoria      | Paolo Mazza            | 4 de noviembre | 20:45 |

| Sassuolo       | 3 - 1 Archivado el 19 de noviembre de 2019 en Wayback Machine. | Bologna       | Mapei - Città del Tricolore | 8 de noviembre  | 20:45 |
| Brescia        | 0 - 4 Archivado el 8 de noviembre de 2019 en Wayback Machine.  | Torino        | Mario Rigamonti             | 9 de noviembre  | 15:00 |
| Internazionale | 2 - 1 Archivado el 8 de noviembre de 2019 en Wayback Machine.  | Hellas Verona | Giuseppe Meazza             | 9 de noviembre  | 18:00 |
| Napoli         | 0 - 0 Archivado el 8 de noviembre de 2019 en Wayback Machine.  | Genoa         | San Paolo                   | 9 de noviembre  | 20:45 |
| Cagliari       | 5 - 2 Archivado el 11 de noviembre de 2019 en Wayback Machine. | Fiorentina    | Sardegna Arena              | 10 de noviembre | 12:30 |
| Lazio          | 4 - 2 Archivado el 19 de noviembre de 2019 en Wayback Machine. | Lecce         | Olímpico de Roma            | 10 de noviembre | 15:00 |
| Sampdoria      | 0 - 0 Archivado el 9 de noviembre de 2019 en Wayback Machine.  | Atalanta      | Luigi Ferraris              | 10 de noviembre | 15:00 |
| Udinese        | 0 - 0 Archivado el 9 de noviembre de 2019 en Wayback Machine.  | SPAL          | Friuli-Dacia Arena          | 10 de noviembre | 15:00 |
| Parma          | 2 - 0 Archivado el 11 de noviembre de 2019 en Wayback Machine. | Roma          | Ennio Tardini               | 10 de noviembre | 18:00 |
| Juventus       | 1 - 0                                                          | Milan         | Allianz                     | 10 de noviembre | 20:45 |

| Atalanta      | 1 - 3 Archivado el 28 de noviembre de 2019 en Wayback Machine. | Juventus       | Gewiss Stadium              | 23 de noviembre | 15:00 |
| Milan         | 1 - 1 Archivado el 30 de noviembre de 2019 en Wayback Machine. | Napoli         | San Siro                    | 23 de noviembre | 18:00 |
| Torino        | 0 - 3 Archivado el 14 de noviembre de 2019 en Wayback Machine. | Internazionale | Olímpico Grande Torino      | 23 de noviembre | 20:45 |
| Bologna       | 2 - 2 Archivado el 23 de diciembre de 2019 en Wayback Machine. | Parma          | Renato Dall'Ara             | 24 de noviembre | 12:30 |
| Hellas Verona | 1 - 0 Archivado el 28 de noviembre de 2019 en Wayback Machine. | Fiorentina     | Marc'Antonio Bentegodi      | 24 de noviembre | 15:00 |
| Roma          | 3 - 0 Archivado el 28 de noviembre de 2019 en Wayback Machine. | Brescia        | Olímpico de Roma            | 24 de noviembre | 15:00 |
| Sassuolo      | 1 - 2 Archivado el 14 de noviembre de 2019 en Wayback Machine. | Lazio          | Mapei - Città del Tricolore | 24 de noviembre | 15:00 |
| Sampdoria     | 2 - 1 Archivado el 14 de noviembre de 2019 en Wayback Machine. | Udinese        | Luigi Ferraris              | 24 de noviembre | 18:00 |
| Lecce         | 2 - 2 Archivado el 19 de diciembre de 2019 en Wayback Machine. | Cagliari       | Via del Mare                | 25 de noviembre | 15:00 |
| SPAL          | 1 - 1 Archivado el 14 de noviembre de 2019 en Wayback Machine. | Genoa          | Paolo Mazza                 | 25 de noviembre | 20:45 |

| Brescia        | 0 - 3 Archivado el 30 de noviembre de 2019 en Wayback Machine. | Atalanta  | Mario Rigamonti        | 30 de noviembre | 15:00 |
| Genoa          | 0 - 1 Archivado el 19 de diciembre de 2019 en Wayback Machine. | Torino    | Luigi Ferraris         | 30 de noviembre | 18:00 |
| Fiorentina     | 0 - 1 Archivado el 1 de diciembre de 2019 en Wayback Machine.  | Lecce     | Artemio Franchi        | 30 de noviembre | 20:45 |
| Juventus       | 2 - 2 Archivado el 20 de diciembre de 2019 en Wayback Machine. | Sassuolo  | Allianz                | 1 de diciembre  | 12:30 |
| Internazionale | 2 - 1 Archivado el 2 de diciembre de 2019 en Wayback Machine.  | SPAL      | Giuseppe Meazza        | 1 de diciembre  | 15:00 |
| Lazio          | 3 - 0 Archivado el 2 de diciembre de 2019 en Wayback Machine.  | Udinese   | Olímpico de Roma       | 1 de diciembre  | 15:00 |
| Parma          | 0 - 1 Archivado el 2 de diciembre de 2019 en Wayback Machine.  | Milan     | Ennio Tardini          | 1 de diciembre  | 15:00 |
| Napoli         | 1 - 2 Archivado el 19 de diciembre de 2019 en Wayback Machine. | Bologna   | San Paolo              | 1 de diciembre  | 18:00 |
| Hellas Verona  | 1 - 3 Archivado el 1 de diciembre de 2019 en Wayback Machine.  | Roma      | Marc'Antonio Bentegodi | 1 de diciembre  | 20:45 |
| Cagliari       | 4 - 3 Archivado el 2 de diciembre de 2019 en Wayback Machine.  | Sampdoria | Sardegna Arena         | 2 de diciembre  | 20:45 |

| Internazionale | 0 - 0 Archivado el 1 de diciembre de 2019 en Wayback Machine.  | Roma          | Giuseppe Meazza             | 6 de diciembre | 20:45 |
| Atalanta       | 3 - 2 Archivado el 3 de diciembre de 2019 en Wayback Machine.  | Hellas Verona | Gewiss Stadium              | 7 de diciembre | 15:00 |
| Udinese        | 1 - 1 Archivado el 5 de diciembre de 2019 en Wayback Machine.  | Napoli        | Friuli-Dacia Arena          | 7 de diciembre | 18:00 |
| Lazio          | 3 - 1 Archivado el 27 de diciembre de 2019 en Wayback Machine. | Juventus      | Olímpico de Roma            | 7 de diciembre | 20:45 |
| Lecce          | 2 - 2 Archivado el 8 de diciembre de 2019 en Wayback Machine.  | Genoa         | Via del Mare                | 8 de diciembre | 12:30 |
| Sassuolo       | 2 - 2 Archivado el 5 de diciembre de 2019 en Wayback Machine.  | Cagliari      | Mapei - Città del Tricolore | 8 de diciembre | 15:00 |
| SPAL           | 0 - 1 Archivado el 5 de diciembre de 2019 en Wayback Machine.  | Brescia       | Paolo Mazza                 | 8 de diciembre | 15:00 |
| Torino         | 2 - 1 Archivado el 8 de diciembre de 2019 en Wayback Machine.  | Fiorentina    | Olímpico Grande Torino      | 8 de diciembre | 15:00 |
| Sampdoria      | 0 - 1 Archivado el 5 de diciembre de 2019 en Wayback Machine.  | Parma         | Luigi Ferraris              | 8 de diciembre | 18:00 |
| Bologna        | 2 - 3 Archivado el 14 de diciembre de 2019 en Wayback Machine. | Milan         | Renato Dall'Ara             | 8 de diciembre | 20:45 |

| Brescia       | 3 - 0 Archivado el 12 de agosto de 2019 en Wayback Machine.    | Lecce          | Mario Rigamonti        | 14 de diciembre | 15:00 |
| Napoli        | 1 - 2 Archivado el 8 de diciembre de 2019 en Wayback Machine.  | Parma          | San Paolo              | 14 de diciembre | 18:30 |
| Genoa         | 0 - 1 Archivado el 8 de diciembre de 2019 en Wayback Machine.  | Sampdoria      | Luigi Ferraris         | 14 de diciembre | 20:45 |
| Hellas Verona | 3 - 3 Archivado el 14 de diciembre de 2019 en Wayback Machine. | Torino         | Marc'Antonio Bentegodi | 15 de diciembre | 12:30 |
| Milan         | 0 - 0 Archivado el 15 de diciembre de 2019 en Wayback Machine. | Sassuolo       | San Siro               | 15 de diciembre | 15:00 |
| Bologna       | 2 - 1 Archivado el 15 de diciembre de 2019 en Wayback Machine. | Atalanta       | Renato Dall'Ara        | 15 de diciembre | 15:00 |
| Juventus      | 3 - 1 Archivado el 15 de diciembre de 2019 en Wayback Machine. | Udinese        | Allianz                | 15 de diciembre | 15:00 |
| Roma          | 3 - 1 Archivado el 1 de diciembre de 2019 en Wayback Machine.  | SPAL           | Olímpico de Roma       | 15 de diciembre | 18:00 |
| Fiorentina    | 1 - 1 Archivado el 15 de diciembre de 2019 en Wayback Machine. | Internazionale | Artemio Franchi        | 15 de diciembre | 20:45 |
| Cagliari      | 1 - 2 Archivado el 14 de diciembre de 2019 en Wayback Machine. | Lazio          | Sardegna Arena         | 16 de diciembre | 20:45 |

| Sampdoria      | 1 - 2 Archivado el 18 de diciembre de 2019 en Wayback Machine. | Juventus      | Luigi Ferraris              | 18 de diciembre | 18:55 |
| Fiorentina     | 1 - 4 Archivado el 29 de noviembre de 2019 en Wayback Machine. | Roma          | Artemio Franchi             | 20 de diciembre | 20:45 |
| Udinese        | 2 - 1 Archivado el 15 de diciembre de 2019 en Wayback Machine. | Cagliari      | Friuli-Dacia Arena          | 21 de diciembre | 15:00 |
| Internazionale | 4 - 0 Archivado el 15 de diciembre de 2019 en Wayback Machine. | Genoa         | Giuseppe Meazza             | 21 de diciembre | 18:00 |
| Torino         | 1 - 2 Archivado el 15 de diciembre de 2019 en Wayback Machine. | SPAL          | Olímpico Grande Torino      | 21 de diciembre | 20:45 |
| Atalanta       | 5 - 0                                                          | Milan         | Gewiss Stadium              | 22 de diciembre | 12:30 |
| Lecce          | 2 - 3 Archivado el 23 de diciembre de 2019 en Wayback Machine. | Bologna       | Via del Mare                | 22 de diciembre | 15:00 |
| Parma          | 1 - 1 Archivado el 15 de diciembre de 2019 en Wayback Machine. | Brescia       | Ennio Tardini               | 22 de diciembre | 15:00 |
| Sassuolo       | 1 - 2 Archivado el 15 de diciembre de 2019 en Wayback Machine. | Napoli        | Mapei - Città del Tricolore | 22 de diciembre | 20:45 |
| Lazio          | 0 - 0 Archivado el 15 de diciembre de 2019 en Wayback Machine. | Hellas Verona | Olímpico de Roma            | 5 de febrero    | 20:45 |

| Brescia  | 1 - 2 Archivado el 15 de diciembre de 2019 en Wayback Machine. | Lazio          | Mario Rigamonti  | 5 de enero | 12:30 |
| SPAL     | 0 - 2 Archivado el 15 de diciembre de 2019 en Wayback Machine. | Hellas Verona  | Paolo Mazza      | 5 de enero | 15:00 |
| Genoa    | 2 - 1 Archivado el 15 de diciembre de 2019 en Wayback Machine. | Sassuolo       | Luigi Ferraris   | 5 de enero | 18:00 |
| Roma     | 0 - 2 Archivado el 29 de diciembre de 2019 en Wayback Machine. | Torino         | Olímpico de Roma | 5 de enero | 20:45 |
| Bologna  | 1 - 1 Archivado el 6 de enero de 2020 en Wayback Machine.      | Fiorentina     | Renato Dall'Ara  | 6 de enero | 12:30 |
| Atalanta | 5 - 0 Archivado el 15 de diciembre de 2019 en Wayback Machine. | Parma          | Gewiss Stadium   | 6 de enero | 15:00 |
| Juventus | 4 - 0 Archivado el 6 de enero de 2020 en Wayback Machine.      | Cagliari       | Allianz          | 6 de enero | 15:00 |
| Milan    | 0 - 0                                                          | Sampdoria      | San Siro         | 6 de enero | 15:00 |
| Lecce    | 0 - 1 Archivado el 16 de enero de 2020 en Wayback Machine.     | Udinese        | Via del Mare     | 6 de enero | 18:00 |
| Napoli   | 1 - 3 Archivado el 15 de diciembre de 2019 en Wayback Machine. | Internazionale | San Paolo        | 6 de enero | 20:45 |

| Cagliari       | 0 - 2 Archivado el 11 de enero de 2020 en Wayback Machine.     | Milan    | Sardegna Arena         | 11 de enero | 15:00 |
| Lazio          | 1 - 0 Archivado el 15 de diciembre de 2019 en Wayback Machine. | Napoli   | Olímpico de Roma       | 11 de enero | 18:00 |
| Internazionale | 1 - 1 Archivado el 15 de diciembre de 2019 en Wayback Machine. | Atalanta | Giuseppe Meazza        | 11 de enero | 20:45 |
| Udinese        | 3 - 0 Archivado el 15 de diciembre de 2019 en Wayback Machine. | Sassuolo | Friuli-Dacia Arena     | 12 de enero | 12:30 |
| Fiorentina     | 1 - 0 Archivado el 12 de enero de 2020 en Wayback Machine.     | SPAL     | Artemio Franchi        | 12 de enero | 15:00 |
| Sampdoria      | 5 - 1 Archivado el 15 de diciembre de 2019 en Wayback Machine. | Brescia  | Luigi Ferraris         | 12 de enero | 15:00 |
| Torino         | 1 - 0 Archivado el 12 de enero de 2020 en Wayback Machine.     | Bologna  | Olímpico Grande Torino | 12 de enero | 15:00 |
| Hellas Verona  | 2 - 1 Archivado el 15 de diciembre de 2019 en Wayback Machine. | Genoa    | Marc'Antonio Bentegodi | 12 de enero | 18:00 |
| Roma           | 1 - 2 Archivado el 29 de diciembre de 2019 en Wayback Machine. | Juventus | Olímpico de Roma       | 12 de enero | 20:45 |
| Parma          | 2 - 0 Archivado el 13 de enero de 2020 en Wayback Machine.     | Lecce    | Ennio Tardini          | 13 de enero | 20:45 |

### Segunda vuelta
| Lazio    | 5 - 1 Archivado el 18 de enero de 2020 en Wayback Machine. | Sampdoria      | Olímpico de Roma            | 18 de enero | 15:00 |
| Sassuolo | 2 - 1 Archivado el 22 de enero de 2020 en Wayback Machine. | Torino         | Mapei - Città del Tricolore | 18 de enero | 17:00 |
| Napoli   | 0 - 2 Archivado el 18 de enero de 2020 en Wayback Machine. | Fiorentina     | San Paolo                   | 18 de enero | 20:45 |
| Milan    | 3 - 2 Archivado el 22 de enero de 2020 en Wayback Machine. | Udinese        | San Siro                    | 19 de enero | 12:30 |
| Bologna  | 1 - 1 Archivado el 20 de enero de 2020 en Wayback Machine. | Hellas Verona  | Renato Dall'Ara             | 19 de enero | 15:00 |
| Brescia  | 2 - 2 Archivado el 19 de enero de 2020 en Wayback Machine. | Cagliari       | Mario Rigamonti             | 19 de enero | 15:00 |
| Lecce    | 1 - 1 Archivado el 19 de enero de 2020 en Wayback Machine. | Internazionale | Via del Mare                | 19 de enero | 15:00 |
| Genoa    | 1 - 3 Archivado el 22 de enero de 2020 en Wayback Machine. | Roma           | Luigi Ferraris              | 19 de enero | 18:00 |
| Juventus | 2 - 1 Archivado el 22 de enero de 2020 en Wayback Machine. | Parma          | Allianz                     | 19 de enero | 20:45 |
| Atalanta | 1 - 2 Archivado el 21 de enero de 2020 en Wayback Machine. | SPAL           | Gewiss Stadium              | 20 de enero | 20:45 |

| Brescia        | 0 - 1 Archivado el 25 de enero de 2020 en Wayback Machine.   | Milan    | Mario Rigamonti        | 24 de enero | 20:45 |
| SPAL           | 1 - 3 Archivado el 21 de febrero de 2020 en Wayback Machine. | Bologna  | Paolo Mazza            | 25 de enero | 15:00 |
| Fiorentina     | 0 - 0 Archivado el 25 de enero de 2020 en Wayback Machine.   | Genoa    | Artemio Franchi        | 25 de enero | 18:00 |
| Torino         | 0 - 7 Archivado el 25 de enero de 2020 en Wayback Machine.   | Atalanta | Olímpico Grande Torino | 25 de enero | 20:45 |
| Internazionale | 1 - 1 Archivado el 24 de enero de 2020 en Wayback Machine.   | Cagliari | Giuseppe Meazza        | 26 de enero | 12:30 |
| Hellas Verona  | 3 - 0 Archivado el 26 de enero de 2020 en Wayback Machine.   | Lecce    | Marc'Antonio Bentegodi | 26 de enero | 15:00 |
| Parma          | 2 - 0 Archivado el 25 de enero de 2020 en Wayback Machine.   | Udinese  | Ennio Tardini          | 26 de enero | 15:00 |
| Sampdoria      | 0 - 0 Archivado el 25 de enero de 2020 en Wayback Machine.   | Sassuolo | Luigi Ferraris         | 26 de enero | 15:00 |
| Roma           | 1 - 1 Archivado el 26 de enero de 2020 en Wayback Machine.   | Lazio    | Olímpico de Roma       | 26 de enero | 18:00 |
| Napoli         | 2 - 1 Archivado el 25 de enero de 2020 en Wayback Machine.   | Juventus | San Paolo              | 26 de enero | 20:45 |

| Bologna   | 2 - 1 Archivado el 4 de febrero de 2020 en Wayback Machine.    | Brescia        | Renato Dall'Ara             | 1 de febrero | 15:00 |
| Cagliari  | 2 - 2 Archivado el 4 de febrero de 2020 en Wayback Machine.    | Parma          | Sardegna Arena              | 1 de febrero | 18:00 |
| Sassuolo  | 4 - 2 Archivado el 29 de diciembre de 2019 en Wayback Machine. | Roma           | Mapei - Città del Tricolore | 1 de febrero | 20:45 |
| Juventus  | 3 - 0 Archivado el 4 de febrero de 2020 en Wayback Machine.    | Fiorentina     | Allianz                     | 2 de febrero | 12:30 |
| Atalanta  | 2 - 2 Archivado el 31 de enero de 2020 en Wayback Machine.     | Genoa          | Gewiss Stadium              | 2 de febrero | 15:00 |
| Lazio     | 5 - 1 Archivado el 31 de enero de 2020 en Wayback Machine.     | SPAL           | Olímpico de Roma            | 2 de febrero | 15:00 |
| Milan     | 1 - 1 Archivado el 4 de febrero de 2020 en Wayback Machine.    | Hellas Verona  | San Siro                    | 2 de febrero | 15:00 |
| Lecce     | 4 - 0 Archivado el 4 de febrero de 2020 en Wayback Machine.    | Torino         | Via del Mare                | 2 de febrero | 18:00 |
| Udinese   | 0 - 2 Archivado el 31 de enero de 2020 en Wayback Machine.     | Internazionale | Friuli-Dacia Arena          | 2 de febrero | 20:45 |
| Sampdoria | 2 - 4 Archivado el 31 de enero de 2020 en Wayback Machine.     | Napoli         | Luigi Ferraris              | 3 de febrero | 20:45 |

| Roma           | 2 - 3 Archivado el 28 de enero de 2020 en Wayback Machine.   | Bologna   | Olímpico de Roma       | 7 de febrero | 20:45 |
| Fiorentina     | 1 - 2 Archivado el 19 de febrero de 2020 en Wayback Machine. | Atalanta  | Artemio Franchi        | 8 de febrero | 15:00 |
| Torino         | 1 - 3 Archivado el 19 de enero de 2021 en Wayback Machine.   | Sampdoria | Olímpico Grande Torino | 8 de febrero | 18:00 |
| Hellas Verona  | 2 - 1 Archivado el 19 de febrero de 2020 en Wayback Machine. | Juventus  | Marc'Antonio Bentegodi | 8 de febrero | 20:45 |
| SPAL           | 1 - 2 Archivado el 1 de julio de 2020 en Wayback Machine.    | Sassuolo  | Paolo Mazza            | 9 de febrero | 12:30 |
| Brescia        | 1 - 1 Archivado el 17 de febrero de 2020 en Wayback Machine. | Udinese   | Mario Rigamonti        | 9 de febrero | 15:00 |
| Genoa          | 1 - 0 Archivado el 18 de febrero de 2020 en Wayback Machine. | Cagliari  | Luigi Ferraris         | 9 de febrero | 15:00 |
| Napoli         | 2 - 3 Archivado el 17 de febrero de 2020 en Wayback Machine. | Lecce     | San Paolo              | 9 de febrero | 15:00 |
| Parma          | 0 - 1 Archivado el 25 de febrero de 2020 en Wayback Machine. | Lazio     | Ennio Tardini          | 9 de febrero | 18:00 |
| Internazionale | 4 - 2                                                        | Milan     | Giuseppe Meazza        | 9 de febrero | 20:45 |

| Lecce     | 2 - 1 Archivado el 17 de febrero de 2020 en Wayback Machine. | SPAL           | Via del Mare                | 15 de febrero | 15:00 |
| Bologna   | 0 - 3 Archivado el 17 de febrero de 2020 en Wayback Machine. | Genoa          | Renato Dall'Ara             | 15 de febrero | 18:00 |
| Atalanta  | 2 - 1 Archivado el 28 de enero de 2020 en Wayback Machine.   | Roma           | Gewiss Stadium              | 15 de febrero | 20:45 |
| Udinese   | 0 - 0 Archivado el 15 de febrero de 2020 en Wayback Machine. | Hellas Verona  | Friuli-Dacia Arena          | 16 de febrero | 12:30 |
| Juventus  | 2 - 0 Archivado el 17 de febrero de 2020 en Wayback Machine. | Brescia        | Allianz                     | 16 de febrero | 15:00 |
| Sampdoria | 1 - 5 Archivado el 17 de febrero de 2020 en Wayback Machine. | Fiorentina     | Luigi Ferraris              | 16 de febrero | 15:00 |
| Sassuolo  | 0 - 1 Archivado el 15 de febrero de 2020 en Wayback Machine. | Parma          | Mapei - Città del Tricolore | 16 de febrero | 15:00 |
| Cagliari  | 0 - 1 Archivado el 15 de febrero de 2020 en Wayback Machine. | Napoli         | Sardegna Arena              | 16 de febrero | 18:00 |
| Lazio     | 2 - 1 Archivado el 15 de febrero de 2020 en Wayback Machine. | Internazionale | Olímpico de Roma            | 16 de febrero | 20:45 |
| Milan     | 1 - 0 Archivado el 23 de febrero de 2020 en Wayback Machine. | Torino         | San Siro                    | 17 de febrero | 20:45 |

| Brescia        | 1 - 2 Archivado el 21 de febrero de 2020 en Wayback Machine. | Napoli    | Mario Rigamonti        | 21 de febrero | 20:45 |
| Bologna        | 1 - 1 Archivado el 21 de julio de 2020 en Wayback Machine.   | Udinese   | Renato Dall'Ara        | 22 de febrero | 15:00 |
| SPAL           | 1 - 2 Archivado el 18 de julio de 2020 en Wayback Machine.   | Juventus  | Paolo Mazza            | 22 de febrero | 18:00 |
| Fiorentina     | 1 - 1 Archivado el 1 de marzo de 2020 en Wayback Machine.    | Milan     | Artemio Franchi        | 22 de febrero | 20:45 |
| Genoa          | 2 - 3 Archivado el 21 de febrero de 2020 en Wayback Machine. | Lazio     | Luigi Ferraris         | 23 de febrero | 12:30 |
| Roma           | 4 - 0 Archivado el 28 de enero de 2020 en Wayback Machine.   | Lecce     | Olímpico de Roma       | 23 de febrero | 18:00 |
| Torino         | 1 - 1 Archivado el 21 de febrero de 2020 en Wayback Machine. | Parma     | Olímpico Grande Torino | 20 de junio   | 19:30 |
| Hellas Verona  | 2 - 1 Archivado el 21 de febrero de 2020 en Wayback Machine. | Cagliari  | Marc'Antonio Bentegodi | 20 de junio   | 21:45 |
| Atalanta       | 4 - 1 Archivado el 21 de febrero de 2020 en Wayback Machine. | Sassuolo  | Gewiss Stadium         | 21 de junio   | 19:30 |
| Internazionale | 2 - 1 Archivado el 21 de febrero de 2020 en Wayback Machine. | Sampdoria | Giuseppe Meazza        | 21 de junio   | 21:45 |

| Lazio     | 2 - 0 Archivado el 21 de mayo de 2020 en Wayback Machine.    | Bologna        | Olímpico de Roma            | 29 de febrero | 15:00 |
| Napoli    | 2 - 1 Archivado el 29 de febrero de 2020 en Wayback Machine. | Torino         | San Paolo                   | 29 de febrero | 20:45 |
| Lecce     | 2 - 7 Archivado el 21 de mayo de 2020 en Wayback Machine.    | Atalanta       | Via del Mare                | 1 de marzo    | 15:00 |
| Cagliari  | 3 - 4 Archivado el 28 de enero de 2020 en Wayback Machine.   | Roma           | Sardegna Arena              | 1 de marzo    | 18:00 |
| Parma     | 0 - 1 Archivado el 29 de febrero de 2020 en Wayback Machine. | SPAL           | Ennio Tardini               | 8 de marzo    | 13:45 |
| Sampdoria | 2 - 1 Archivado el 29 de febrero de 2020 en Wayback Machine. | Hellas Verona  | Luigi Ferraris              | 8 de marzo    | 15:00 |
| Milan     | 1 - 2 Archivado el 21 de mayo de 2020 en Wayback Machine.    | Genoa          | San Siro                    | 8 de marzo    | 15:00 |
| Udinese   | 0 - 0 Archivado el 21 de mayo de 2020 en Wayback Machine.    | Fiorentina     | Friuli-Dacia Arena          | 8 de marzo    | 18:00 |
| Juventus  | 2 - 0                                                        | Internazionale | Allianz                     | 8 de marzo    | 20:45 |
| Sassuolo  | 3 - 0 Archivado el 29 de febrero de 2020 en Wayback Machine. | Brescia        | Mapei - Città del Tricolore | 9 de marzo    | 18:30 |

| Lecce          | 1 - 4 Archivado el 25 de junio de 2020 en Wayback Machine. | Milan     | Via del Mare           | 22 de junio | 19:30 |
| Fiorentina     | 1 - 1 Archivado el 25 de junio de 2020 en Wayback Machine. | Brescia   | Artemio Franchi        | 22 de junio | 19:30 |
| Bologna        | 0 - 2 Archivado el 23 de junio de 2020 en Wayback Machine. | Juventus  | Renato Dall'Ara        | 22 de junio | 21:45 |
| Hellas Verona  | 0 - 2 Archivado el 25 de junio de 2020 en Wayback Machine. | Napoli    | Marc'Antonio Bentegodi | 23 de junio | 19:30 |
| SPAL           | 0 - 1 Archivado el 24 de junio de 2020 en Wayback Machine. | Cagliari  | Paolo Mazza            | 23 de junio | 19:30 |
| Genoa          | 1 - 4 Archivado el 24 de junio de 2020 en Wayback Machine. | Parma     | Luigi Ferraris         | 23 de junio | 21:45 |
| Torino         | 1 - 0 Archivado el 24 de junio de 2020 en Wayback Machine. | Udinese   | Olímpico Grande Torino | 23 de junio | 21:45 |
| Internazionale | 3 - 3 Archivado el 23 de junio de 2020 en Wayback Machine. | Sassuolo  | Giuseppe Meazza        | 24 de junio | 19:30 |
| Atalanta       | 3 - 2 Archivado el 24 de junio de 2020 en Wayback Machine. | Lazio     | Gewiss Stadium         | 24 de junio | 21:45 |
| Roma           | 2 - 1 Archivado el 26 de junio de 2020 en Wayback Machine. | Sampdoria | Olímpico de Roma       | 24 de junio | 21:45 |

| Juventus  | 4 - 0 Archivado el 28 de junio de 2020 en Wayback Machine. | Lecce          | Allianz                     | 26 de junio | 21:45 |
| Brescia   | 2 - 2 Archivado el 26 de junio de 2020 en Wayback Machine. | Genoa          | Mario Rigamonti             | 27 de junio | 17:15 |
| Cagliari  | 4 - 2 Archivado el 28 de junio de 2020 en Wayback Machine. | Torino         | Sardegna Arena              | 27 de junio | 19:30 |
| Lazio     | 2 - 1 Archivado el 28 de junio de 2020 en Wayback Machine. | Fiorentina     | Olímpico de Roma            | 27 de junio | 21:45 |
| Milan     | 2 - 0 Archivado el 30 de junio de 2020 en Wayback Machine. | Roma           | San Siro                    | 28 de junio | 17:15 |
| Sampdoria | 1 - 2 Archivado el 30 de junio de 2020 en Wayback Machine. | Bologna        | Luigi Ferraris              | 28 de junio | 19:30 |
| Sassuolo  | 3 - 3 Archivado el 28 de junio de 2020 en Wayback Machine. | Hellas Verona  | Mapei - Città del Tricolore | 28 de junio | 19:30 |
| Napoli    | 3 - 1 Archivado el 28 de junio de 2020 en Wayback Machine. | SPAL           | San Paolo                   | 28 de junio | 19:30 |
| Udinese   | 2 - 3 Archivado el 29 de junio de 2020 en Wayback Machine. | Atalanta       | Friuli-Dacia Arena          | 28 de junio | 19:30 |
| Parma     | 1 - 2 Archivado el 28 de junio de 2020 en Wayback Machine. | Internazionale | Ennio Tardini               | 28 de junio | 21:45 |

| Torino         | 1 - 2 Archivado el 2 de julio de 2020 en Wayback Machine.  | Lazio     | Olímpico Grande Torino | 30 de junio | 19:30 |
| Genoa          | 1 - 3 Archivado el 5 de agosto de 2020 en Wayback Machine. | Juventus  | Luigi Ferraris         | 30 de junio | 21:45 |
| Bologna        | 1 - 1 Archivado el 8 de agosto de 2020 en Wayback Machine. | Cagliari  | Renato Dall'Ara        | 1 de julio  | 19:30 |
| Internazionale | 6 - 0 Archivado el 1 de julio de 2020 en Wayback Machine.  | Brescia   | Giuseppe Meazza        | 1 de julio  | 19:30 |
| Fiorentina     | 1 - 3 Archivado el 1 de julio de 2020 en Wayback Machine.  | Sassuolo  | Artemio Franchi        | 1 de julio  | 21:45 |
| SPAL           | 2 - 2 Archivado el 1 de julio de 2020 en Wayback Machine.  | Milan     | Paolo Mazza            | 1 de julio  | 21:45 |
| Hellas Verona  | 3 - 2 Archivado el 1 de julio de 2020 en Wayback Machine.  | Parma     | Marc'Antonio Bentegodi | 1 de julio  | 21:45 |
| Lecce          | 1 - 2 Archivado el 1 de julio de 2020 en Wayback Machine.  | Sampdoria | Via del Mare           | 1 de julio  | 21:45 |
| Atalanta       | 2 - 0 Archivado el 30 de junio de 2020 en Wayback Machine. | Napoli    | Gewiss Stadium         | 2 de julio  | 19:30 |
| Roma           | 0 - 2 Archivado el 28 de enero de 2020 en Wayback Machine. | Udinese   | Olímpico de Roma       | 2 de julio  | 21:45 |

| Juventus       | 4 - 1 Archivado el 4 de julio de 2020 en Wayback Machine.     | Torino        | Allianz                     | 4 de julio | 17:15 |
| Sassuolo       | 4 - 2 Archivado el 7 de julio de 2020 en Wayback Machine.     | Lecce         | Mapei - Città del Tricolore | 4 de julio | 19:30 |
| Lazio          | 0 - 3 Archivado el 7 de julio de 2020 en Wayback Machine.     | Milan         | Olímpico de Roma            | 4 de julio | 21:45 |
| Internazionale | 1 - 2 Archivado el 2 de diciembre de 2020 en Wayback Machine. | Bologna       | Giuseppe Meazza             | 5 de julio | 17:15 |
| Cagliari       | 0 - 1 Archivado el 6 de julio de 2020 en Wayback Machine.     | Atalanta      | Sardegna Arena              | 5 de julio | 19:30 |
| Brescia        | 2 - 0 Archivado el 5 de julio de 2020 en Wayback Machine.     | Hellas Verona | Mario Rigamonti             | 5 de julio | 19:30 |
| Parma          | 1 - 2 Archivado el 20 de enero de 2021 en Wayback Machine.    | Fiorentina    | Ennio Tardini               | 5 de julio | 19:30 |
| Sampdoria      | 3 - 0 Archivado el 5 de julio de 2020 en Wayback Machine.     | SPAL          | Luigi Ferraris              | 5 de julio | 19:30 |
| Udinese        | 2 - 2 Archivado el 6 de julio de 2020 en Wayback Machine.     | Genoa         | Friuli-Dacia Arena          | 5 de julio | 19:30 |
| Napoli         | 2 - 1 Archivado el 5 de agosto de 2020 en Wayback Machine.    | Roma          | San Paolo                   | 5 de julio | 21:45 |

| Lecce         | 2 - 1 Archivado el 8 de julio de 2020 en Wayback Machine.  | Lazio          | Via del Mare           | 7 de julio | 19:30 |
| Milan         | 4 - 2                                                      | Juventus       | San Siro               | 7 de julio | 21:45 |
| Fiorentina    | 0 - 0 Archivado el 7 de agosto de 2020 en Wayback Machine. | Cagliari       | Artemio Franchi        | 8 de julio | 19:30 |
| Genoa         | 1 - 2 Archivado el 8 de julio de 2020 en Wayback Machine.  | Napoli         | Luigi Ferraris         | 8 de julio | 19:30 |
| Atalanta      | 2 - 0 Archivado el 7 de julio de 2020 en Wayback Machine.  | Sampdoria      | Gewiss Stadium         | 8 de julio | 21:45 |
| Bologna       | 1 - 2 Archivado el 7 de agosto de 2020 en Wayback Machine. | Sassuolo       | Renato Dall'Ara        | 8 de julio | 21:45 |
| Roma          | 2 - 1 Archivado el 7 de agosto de 2020 en Wayback Machine. | Parma          | Olímpico de Roma       | 8 de julio | 21:45 |
| Torino        | 3 - 1 Archivado el 7 de julio de 2020 en Wayback Machine.  | Brescia        | Olímpico Grande Torino | 8 de julio | 21:45 |
| SPAL          | 0 - 3 Archivado el 12 de julio de 2020 en Wayback Machine. | Udinese        | Paolo Mazza            | 9 de julio | 19:30 |
| Hellas Verona | 2 - 2 Archivado el 9 de julio de 2020 en Wayback Machine.  | Internazionale | Marc'Antonio Bentegodi | 9 de julio | 21:45 |

| Lazio          | 1 - 2 Archivado el 14 de julio de 2020 en Wayback Machine.    | Sassuolo      | Olímpico de Roma   | 11 de julio | 17:15 |
| Brescia        | 0 - 3 Archivado el 29 de octubre de 2020 en Wayback Machine.  | Roma          | Mario Rigamonti    | 11 de julio | 19:30 |
| Juventus       | 2 - 2 Archivado el 15 de enero de 2021 en Wayback Machine.    | Atalanta      | Allianz            | 11 de julio | 21:45 |
| Genoa          | 2 - 0 Archivado el 13 de julio de 2020 en Wayback Machine.    | SPAL          | Luigi Ferraris     | 12 de julio | 17:15 |
| Cagliari       | 0 - 0 Archivado el 12 de agosto de 2020 en Wayback Machine.   | Lecce         | Sardegna Arena     | 12 de julio | 19:30 |
| Fiorentina     | 1 - 1 Archivado el 20 de enero de 2021 en Wayback Machine.    | Hellas Verona | Artemio Franchi    | 12 de julio | 19:30 |
| Parma          | 2 - 2 Archivado el 2 de diciembre de 2020 en Wayback Machine. | Bologna       | Ennio Tardini      | 12 de julio | 19:30 |
| Udinese        | 1 - 3 Archivado el 13 de julio de 2020 en Wayback Machine.    | Sampdoria     | Friuli-Dacia Arena | 12 de julio | 19:30 |
| Napoli         | 2 - 2 Archivado el 17 de enero de 2021 en Wayback Machine.    | Milan         | San Paolo          | 12 de julio | 21:45 |
| Internazionale | 3 - 1 Archivado el 1 de julio de 2020 en Wayback Machine.     | Torino        | Giuseppe Meazza    | 13 de julio | 21:45 |

| Atalanta  | 6 - 2 Archivado el 14 de julio de 2020 en Wayback Machine.      | Brescia        | Gewiss Stadium              | 14 de julio | 21:45 |
| Bologna   | 1 - 1 Archivado el 16 de julio de 2020 en Wayback Machine.      | Napoli         | Renato Dall'Ara             | 15 de julio | 19:30 |
| Milan     | 3 - 1 Archivado el 16 de julio de 2020 en Wayback Machine.      | Parma          | San Siro                    | 15 de julio | 19:30 |
| Sampdoria | 3 - 0 Archivado el 15 de julio de 2020 en Wayback Machine.      | Cagliari       | Luigi Ferraris              | 15 de julio | 19:30 |
| Lecce     | 1 - 3 Archivado el 26 de septiembre de 2020 en Wayback Machine. | Fiorentina     | Via del Mare                | 15 de julio | 21:45 |
| Roma      | 2 - 1 Archivado el 17 de enero de 2021 en Wayback Machine.      | Hellas Verona  | Olímpico de Roma            | 15 de julio | 21:45 |
| Sassuolo  | 3 - 3 Archivado el 16 de enero de 2021 en Wayback Machine.      | Juventus       | Mapei - Città del Tricolore | 15 de julio | 21:45 |
| Udinese   | 0 - 0 Archivado el 16 de julio de 2020 en Wayback Machine.      | Lazio          | Friuli-Dacia Arena          | 15 de julio | 21:45 |
| Torino    | 3 - 0 Archivado el 17 de julio de 2020 en Wayback Machine.      | Genoa          | Olímpico Grande Torino      | 16 de julio | 19:30 |
| SPAL      | 0 - 4 Archivado el 16 de julio de 2020 en Wayback Machine.      | Internazionale | Paolo Mazza                 | 16 de julio | 21:45 |

| Hellas Verona | 1 - 1 (enlace roto disponible en Internet Archive; véase el historial, la primera versión y la última). | Atalanta       | Marc'Antonio Bentegodi | 18 de julio | 17:15 |
| Cagliari      | 1 - 1 Archivado el 19 de julio de 2020 en Wayback Machine.                                              | Sassuolo       | Sardegna Arena         | 18 de julio | 19:30 |
| Milan         | 5 - 1 Archivado el 2 de diciembre de 2020 en Wayback Machine.                                           | Bologna        | San Siro               | 18 de julio | 21:45 |
| Parma         | 2 - 3 Archivado el 20 de julio de 2020 en Wayback Machine.                                              | Sampdoria      | Ennio Tardini          | 19 de julio | 17:15 |
| Brescia       | 2 - 1 Archivado el 20 de julio de 2020 en Wayback Machine.                                              | SPAL           | Mario Rigamonti        | 19 de julio | 19:30 |
| Fiorentina    | 2 - 0 Archivado el 20 de julio de 2020 en Wayback Machine.                                              | Torino         | Artemio Franchi        | 19 de julio | 19:30 |
| Genoa         | 2 - 1 Archivado el 26 de septiembre de 2020 en Wayback Machine.                                         | Lecce          | Luigi Ferraris         | 19 de julio | 19:30 |
| Napoli        | 2 - 1 Archivado el 21 de julio de 2020 en Wayback Machine.                                              | Udinese        | San Paolo              | 19 de julio | 19:30 |
| Roma          | 2 - 2 Archivado el 16 de enero de 2021 en Wayback Machine.                                              | Internazionale | Olímpico de Roma       | 19 de julio | 21:45 |
| Juventus      | 2 - 1 Archivado el 21 de julio de 2020 en Wayback Machine.                                              | Lazio          | Allianz                | 20 de julio | 21:45 |

| Atalanta       | 1 - 0 Archivado el 21 de julio de 2020 en Wayback Machine. | Bologna       | Gewiss Stadium              | 21 de julio | 19:30 |
| Sassuolo       | 1 - 2 Archivado el 23 de julio de 2020 en Wayback Machine. | Milan         | Mapei - Città del Tricolore | 21 de julio | 21:45 |
| Parma          | 2 - 1 Archivado el 22 de julio de 2020 en Wayback Machine. | Napoli        | Ennio Tardini               | 22 de julio | 19:30 |
| Internazionale | 0 - 0 Archivado el 24 de julio de 2020 en Wayback Machine. | Fiorentina    | Giuseppe Meazza             | 22 de julio | 21:45 |
| Lecce          | 3 - 1 Archivado el 24 de julio de 2020 en Wayback Machine. | Brescia       | Via del Mare                | 22 de julio | 21:45 |
| Sampdoria      | 1 - 2 Archivado el 22 de julio de 2020 en Wayback Machine. | Genoa         | Luigi Ferraris              | 22 de julio | 21:45 |
| SPAL           | 1 - 6 Archivado el 17 de enero de 2021 en Wayback Machine. | Roma          | Paolo Mazza                 | 22 de julio | 21:45 |
| Torino         | 1 - 1 Archivado el 24 de julio de 2020 en Wayback Machine. | Hellas Verona | Olímpico Grande Torino      | 22 de julio | 21:45 |
| Udinese        | 2 - 1 Archivado el 25 de julio de 2020 en Wayback Machine. | Juventus      | Friuli-Dacia Arena          | 23 de julio | 19:30 |
| Lazio          | 2 - 1 Archivado el 22 de julio de 2020 en Wayback Machine. | Cagliari      | Olímpico de Roma            | 23 de julio | 21:45 |

| Milan         | 1 - 1 Archivado el 1 de agosto de 2020 en Wayback Machine.      | Atalanta       | San Siro               | 24 de julio | 21:45 |
| Brescia       | 1 - 2 Archivado el 25 de julio de 2020 en Wayback Machine.      | Parma          | Mario Rigamonti        | 25 de julio | 17:15 |
| Genoa         | 0 - 3 Archivado el 25 de julio de 2020 en Wayback Machine.      | Internazionale | Luigi Ferraris         | 25 de julio | 19:30 |
| Napoli        | 2 - 0 Archivado el 25 de julio de 2020 en Wayback Machine.      | Sassuolo       | San Paolo              | 25 de julio | 21:45 |
| Bologna       | 3 - 2 Archivado el 26 de septiembre de 2020 en Wayback Machine. | Lecce          | Renato Dall'Ara        | 26 de julio | 17:15 |
| Cagliari      | 0 - 1 Archivado el 26 de julio de 2020 en Wayback Machine.      | Udinese        | Sardegna Arena         | 26 de julio | 19:30 |
| Hellas Verona | 1 - 5 Archivado el 26 de julio de 2020 en Wayback Machine.      | Lazio          | Marc'Antonio Bentegodi | 26 de julio | 19:30 |
| Roma          | 2 - 1 Archivado el 28 de julio de 2020 en Wayback Machine.      | Fiorentina     | Olímpico de Roma       | 26 de julio | 19:30 |
| SPAL          | 1 - 1 Archivado el 15 de julio de 2020 en Wayback Machine.      | Torino         | Paolo Mazza            | 26 de julio | 19:30 |
| Juventus (C)  | 2 - 0 Archivado el 28 de julio de 2020 en Wayback Machine.      | Sampdoria      | Allianz                | 26 de julio | 21:45 |

| Parma          | 1 - 2 Archivado el 28 de julio de 2020 en Wayback Machine.  | Atalanta | Ennio Tardini               | 28 de julio | 19:30 |
| Internazionale | 2 - 0 Archivado el 28 de julio de 2020 en Wayback Machine.  | Napoli   | Giuseppe Meazza             | 28 de julio | 21:45 |
| Hellas Verona  | 3 - 0 Archivado el 31 de julio de 2020 en Wayback Machine.  | SPAL     | Marc'Antonio Bentegodi      | 29 de julio | 19:30 |
| Lazio          | 2 - 0 Archivado el 31 de julio de 2020 en Wayback Machine.  | Brescia  | Olímpico de Roma            | 29 de julio | 19:30 |
| Sampdoria      | 1 - 4 Archivado el 1 de agosto de 2020 en Wayback Machine.  | Milan    | Luigi Ferraris              | 29 de julio | 19:30 |
| Sassuolo       | 5 - 0 Archivado el 31 de julio de 2020 en Wayback Machine.  | Genoa    | Mapei - Città del Tricolore | 29 de julio | 19:30 |
| Udinese        | 1 - 2 Archivado el 12 de agosto de 2020 en Wayback Machine. | Lecce    | Friuli-Dacia Arena          | 29 de julio | 19:30 |
| Cagliari       | 2 - 0 Archivado el 31 de julio de 2020 en Wayback Machine.  | Juventus | Sardegna Arena              | 29 de julio | 21:45 |
| Fiorentina     | 4 - 0 Archivado el 31 de julio de 2020 en Wayback Machine.  | Bologna  | Artemio Franchi             | 29 de julio | 21:45 |
| Torino         | 2 - 3 Archivado el 31 de julio de 2020 en Wayback Machine.  | Roma     | Olímpico Grande Torino      | 29 de julio | 21:45 |

| Brescia  | 1 - 1 Archivado el 9 de agosto de 2020 en Wayback Machine.                                              | Sampdoria      | Mario Rigamonti             | 1 de agosto | 18:00 |
| Atalanta | 0 - 2 Archivado el 9 de agosto de 2020 en Wayback Machine.                                              | Internazionale | Gewiss Stadium              | 1 de agosto | 20:45 |
| Juventus | 1 - 3                                                                                                   | Roma           | Allianz                     | 1 de agosto | 20:45 |
| Milan    | 3 - 0 Archivado el 3 de agosto de 2020 en Wayback Machine.                                              | Cagliari       | San Siro                    | 1 de agosto | 20:45 |
| Napoli   | 3 - 1 Archivado el 7 de agosto de 2020 en Wayback Machine.                                              | Lazio          | San Paolo                   | 1 de agosto | 20:45 |
| SPAL     | 1 - 3 (enlace roto disponible en Internet Archive; véase el historial, la primera versión y la última). | Fiorentina     | Paolo Mazza                 | 2 de agosto | 18:00 |
| Bologna  | 1 - 1 (enlace roto disponible en Internet Archive; véase el historial, la primera versión y la última). | Torino         | Renato Dall'Ara             | 2 de agosto | 20:45 |
| Genoa    | 3 - 0 (enlace roto disponible en Internet Archive; véase el historial, la primera versión y la última). | Hellas Verona  | Luigi Ferraris              | 2 de agosto | 20:45 |
| Lecce    | 3 - 4 (enlace roto disponible en Internet Archive; véase el historial, la primera versión y la última). | Parma          | Via del Mare                | 2 de agosto | 20:45 |
| Sassuolo | 0 - 1 (enlace roto disponible en Internet Archive; véase el historial, la primera versión y la última). | Udinese        | Mapei - Città del Tricolore | 2 de agosto | 20:45 |

### Campeón
| Serie A              |
|                      |
| Juventus 36.° título |

## Estadísticas
| Jugador                                   | Equipo         | Goles | Partidos | Promedio |
| ----------------------------------------- | -------------- | ----- | -------- | -------- |
| Ciro Immobile                             | Lazio          | 36    | 37       | 0.97     |
| Cristiano Ronaldo                         | Juventus       | 31    | 33       | 0.94     |
| Romelu Lukaku                             | Internazionale | 23    | 36       | 0.64     |
| Francesco Caputo                          | Sassuolo       | 21    | 35       | 0.6      |
| Duván Zapata                              | Atalanta       | 18    | 27       | 0.67     |
| Luis Muriel                               | Atalanta       | 18    | 33       | 0.56     |
| João Pedro                                | Cagliari       | 18    | 35       | 0.51     |
| Andrea Belotti                            | Torino         | 16    | 34       | 0.47     |
| Josip Iličić                              | Atalanta       | 15    | 26       | 0.58     |
| Edin Džeko                                | Roma           | 15    | 34       | 0.44     |
| Lautaro Martínez                          | Internazionale | 14    | 34       | 0.41     |
| Domenico Berardi                          | Sassuolo       | 14    | 29       | 0.45     |
| Marco Mancosu                             | Lecce          | 13    | 31       | 0.42     |
| Andrea Petagna                            | SPAL           | 12    | 35       | 0.34     |
| Andreas Cornelius                         | Parma          | 11    | 25       | 0.44     |
| Última actualización: 28 de julio de 2020 |                |       |          |          |

| Jugador           | Equipo   | Autogoles |
| ----------------- | -------- | --------- |
| Kalidou Koulibaly | Napoli   | 1         |
| Stefano Sabelli   | Brescia  | 1         |
| Cristian Zapata   | Genoa    | 1         |
| José Palomino     | Atalanta | 1         |

| Jugador                                   | Equipo             | Asistencias | Partidos |
| ----------------------------------------- | ------------------ | ----------- | -------- |
| Alejandro Gómez                           | Atalanta           | 16          | 33       |
| Luis Alberto                              | Lazio              | 15          | 31       |
| Domenico Berardi                          | Sassuolo           | 10          | 31       |
| Lorenzo Pellegrini                        | Roma               | 9           | 29       |
| Hakan Çalhanoğlu                          | Milan              | 9           | 35       |
| Ciro Immobile                             | Lazio              | 9           | 38       |
| Alexis Sánchez                            | Internazionale     | 8           | 22       |
| Rodrigo Bentancur                         | Juventus           | 8           | 30       |
| Robin Gosens                              | Atalanta           | 8           | 34       |
| Dejan Kulusevski                          | Parma              | 8           | 35       |
| Radja Nainggolan                          | Cagliari           | 7           | 32       |
| Dries Mertens                             | Napoli             | 7           | 32       |
| José Callejón                             | Napoli             | 7           | 33       |
| Antonio Candreva                          | Internazionale     | 7           | 33       |
| Seko Fofana                               | Udinese            | 7           | 33       |
| Lautaro Martínez                          | Internazionale     | 7           | 35       |
| Francesco Caputo                          | Sassuolo           | 7           | 35       |
| Edin Džeko                                | Roma               | 7           | 35       |
| Sandro Tonali                             | Brescia            | 7           | 35       |
| Darko Lazović                             | Hellas Verona F.C. | 7           | 38       |
| Erick Pulgar                              | Fiorentina         | 7           | 38       |
| Última actualización: 2 de agosto de 2020 |                    |             |          |

## Récords de goles
- Primer gol de la temporada: Giorgio Chiellini para la Juventus contra el Parma (24 de agosto de 2019).
- Último gol de la temporada: Gianluca Lapadula para el Lecce contra el Parma (2 de agosto de 2020).
- Gol más rápido:
- Gol más cercano al final del encuentro: Alberto Cerri del Cagliari frente a Sampdoria a los 90+6' (2 de diciembre de 2019) .

#### Hat-tricks o pókers
Aquí se encuentra la lista de hat-tricks y póker de goles (en general, tres o más goles marcados por un jugador en un mismo encuentro) conseguidos en la temporada.
| Fecha      | Jugador           | Goles               | Local         | Resultado                                                      | Visitante | Jornada    |
| ---------- | ----------------- | ------------------- | ------------- | -------------------------------------------------------------- | --------- | ---------- |
| 01/09/2019 | Domenico Berardi  | 29' · 36' · 43'     | Sassuolo      | 4 - 1 Archivado el 2 de septiembre de 2019 en Wayback Machine. | Sampdoria | Jornada 2  |
| 27/10/2019 | Luis Muriel       | 35' · 47' · 75'     | Atalanta      | 7 - 1 Archivado el 27 de octubre de 2019 en Wayback Machine.   | Udinese   | Jornada 9  |
| 06/01/2020 | Cristiano Ronaldo | 49' · 67' · 82'     | Juventus      | 4 - 0 Archivado el 6 de enero de 2020 en Wayback Machine.      | Cagliari  | Jornada 18 |
| 18/01/2020 | Ciro Immobile     | 17' · 20' · 65'     | Lazio         | 5 - 1 Archivado el 18 de enero de 2020 en Wayback Machine.     | Sampdoria | Jornada 20 |
| 25/01/2020 | Josip Iličić      | 17' · 53' · 54'     | Torino        | 0 - 7 Archivado el 25 de enero de 2020 en Wayback Machine.     | Atalanta  | Jornada 21 |
| 01/03/2020 | Duván Zapata      | 22' · 54' · 62'     | Lecce         | 2 - 7 Archivado el 21 de mayo de 2020 en Wayback Machine.      | Atalanta  | Jornada 26 |
| 26/07/2020 | Ciro Immobile     | 45'+6 · 84' · 90'+4 | Hellas Verona | 1 - 5 Archivado el 26 de julio de 2020 en Wayback Machine.     | Lazio     | Jornada 36 |

## Premios

### Mejor jugador del mes
| Mes        | Jugador                 | Equipo     | Ref.          |
| ---------- | ----------------------- | ---------- | ------------- |
| Septiembre | Franck Ribéry           | Fiorentina | sitio oficial |
| Octubre    | Ciro Immobile           | Lazio      | sitio oficial |
| Noviembre  | Radja Nainggolan        | Cagliari   | sitio oficial |
| Diciembre  | Sergej Milinković-Savić | Lazio      | sitio oficial |
| Enero      | Cristiano Ronaldo       | Juventus   | sitio oficial |
| Febrero    | Luis Alberto            | Lazio      | sitio oficial |
| Junio      | Alejandro Gómez         | Atalanta   | sitio oficial |